# Arte thutmoside
L'arte del periodo thutmoside si sviluppa nel Nuovo Regno, durante la prima parte della XVIII dinastia egizia, dal faraone Ahmose fino al faraone Amenofi III, tra il 1540 a.C. e il 1348 a.C.

## Architettura

### Architettura funeraria reale
I faraoni del Nuovo Regno introducono un'innovazione in campo funerario. Nell'Antico e Medio Regno il complesso funerario comprendeva sia il tempio, per l'anima del sovrano defunto, sia la sepoltura vera e propria. Nel Nuovo Regno, invece, i due complessi vengono eretti in luoghi separati e lontani tra di loro, ma sempre nelle vicinanze della capitale Tebe.

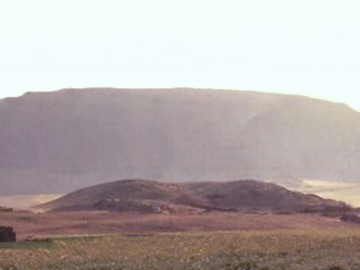
Piramide di Ahmose, Abido

I templi funerari, legati al culto divino del faraone, vengono eretti ai margini del deserto della necropoli tebana: Amenofi I con la moglie Ahmosi-Nefertari e Hatshepsut nella zona di Deir el-Bahari; da Thutmose III ad Amenofi III tra la strada processionale per Deir el-Bahari e il santuario di Amon-Ra-Kamutef a Medinet Habu.
La sepoltura vera e propria viene posta in un luogo più riparato, lontana dagli sguardi della gente comune, nella Valle dei Re (per i sovrani) e nella Valle delle Regine (per le spose e le principesse reali).

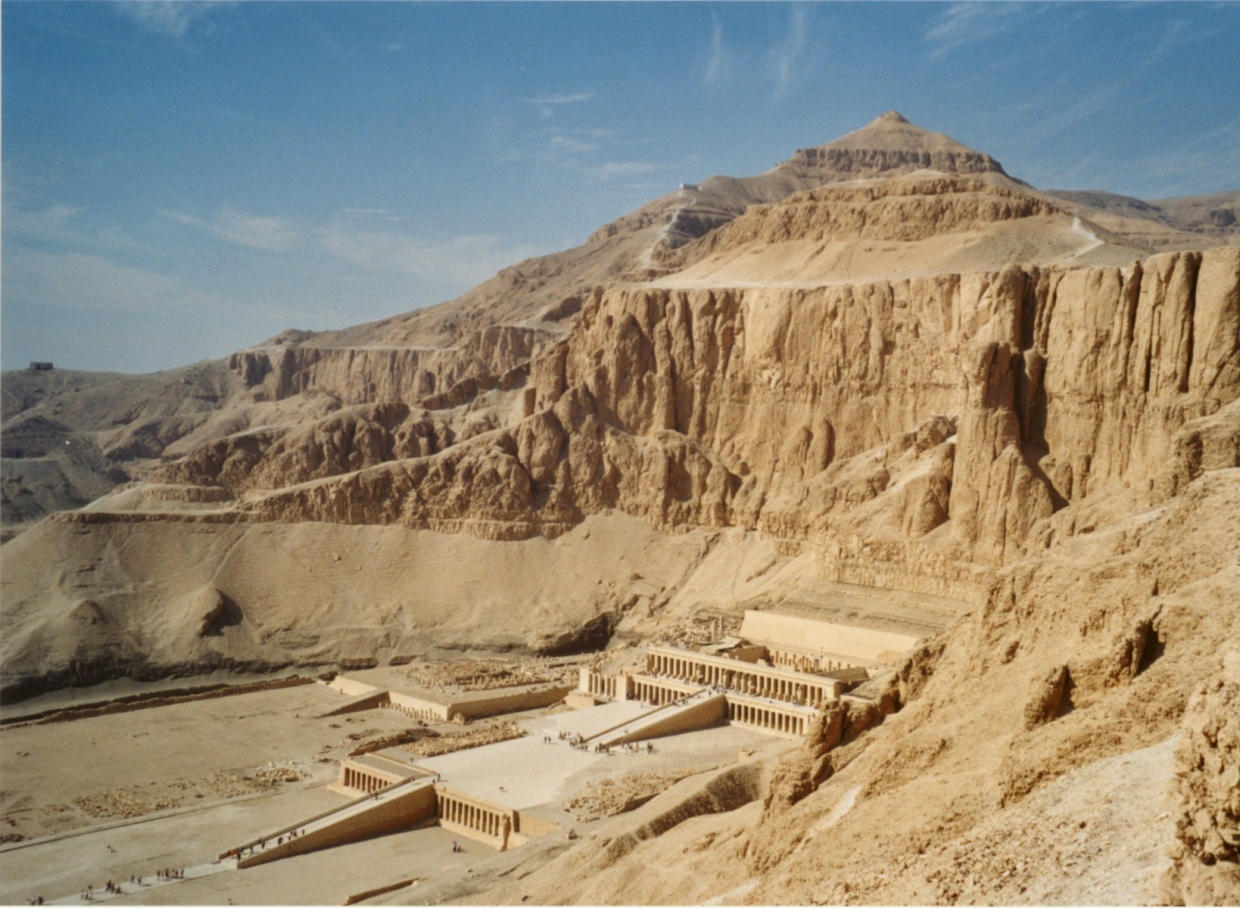
Tempio di Hatshepsut, Deir el-Bahari

L'unico edificio funerario attestato con sicurezza al primo sovrano della XVIII dinastia, Ahmose, è la piramide (oggi molto rovinata) presente nella necropoli di Abido. Questo edificio, con tutta probabilità un cenotafio, era costruito con sabbia e detriti litici ricoperti da uno strato di pietra calcarea, detta muratura a sacco.
Il tempio funerario del periodo thutmoside meglio conservato è quello realizzato per il faraone donna Hatshepsut, a Deir el-Bahari. Il Tempio funerario di Hatshepsut, dedicato al dio Amon-Ra e alla regina, viene edificato accanto al più antico tempio funerario di Mentuhotep II (Medio Regno), della cui architettura prende ispirazione.
Ideatore e architetto di questo tempio è Senenmut, che lo realizza su vari livelli con l'utilizzo di tre terrapieni (come il tempio di Mentuhotep II). Il successore di Hatshepsut, Thutmose III, erige tra i due complessi funerari, in posizione elevata, un nuovo edificio.
I templi funerari di Thutmose III e Thutmose IV sono purtroppo in pessimo stato di conservazione, difficile anche la ricostruzione della planimetria, l'unico dato certo è l'utilizzo dell'edificazione su diversi terrapieni.

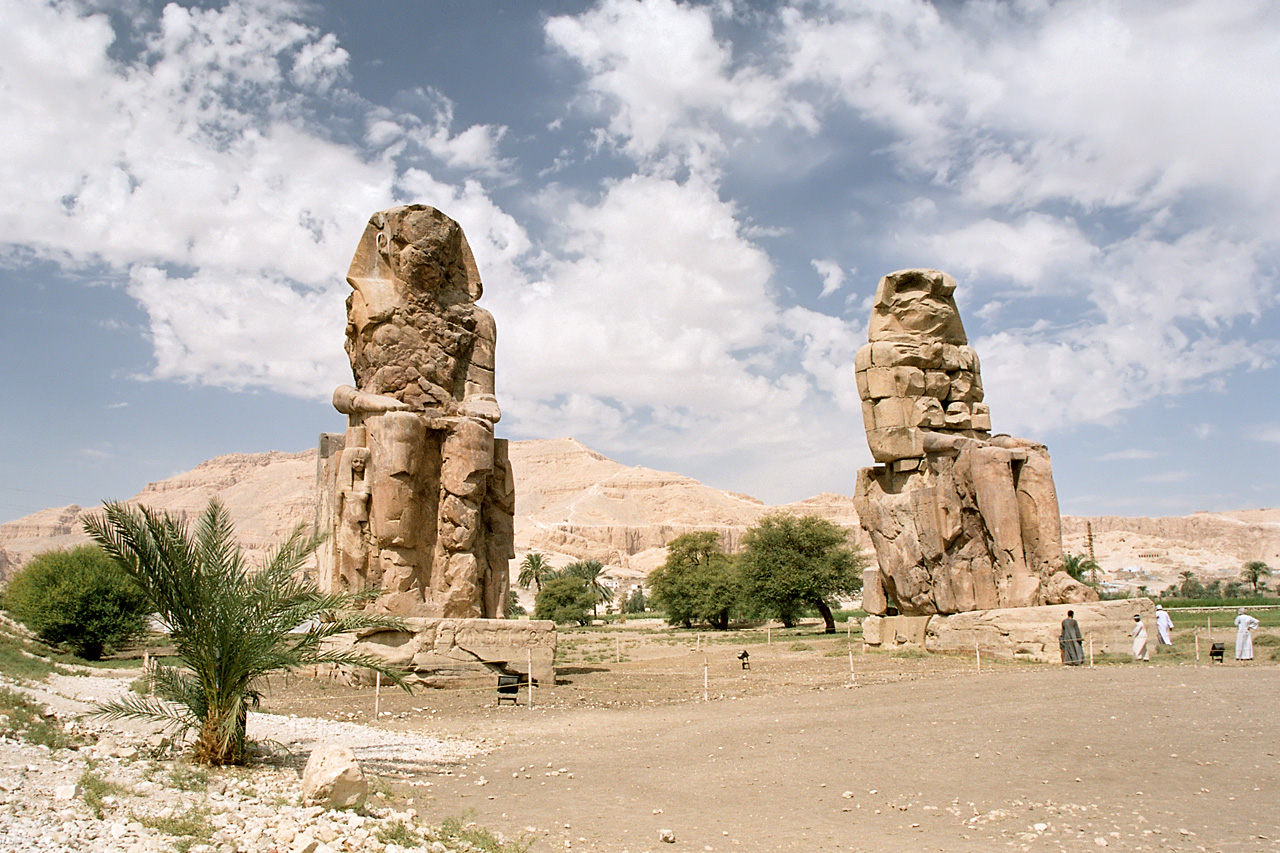
Colossi di Memnone, tempio funerario di Amenofi III

L'ultimo tempio funerario di epoca thutmoside è quello edificato per volere di Amenofi III, l'Amenophium o “Ricevimento di Amon e ostensorio della sua perfezione”.
Questo edificio non viene eretto al margine del deserto, come i precedenti, ma più a Oriente, nei pressi di una zona coltivabile. Il tempio, ideato dall'architetto Amenhotep, è l'edificio funerario più vasto del Nuovo Regno, ricoprendo un'area di 700 m x 560 m. Il materiale di esecuzione è per lo più il mattone, proprio a causa della fragilità di questo materiale oggi il tempio è quasi completamente andato perduto (risulta difficile anche la disposizione in pianta di alcuni ambienti). 
Il complesso doveva presentare innumerevoli stanze, giardini, stagni e santuari dedicati a divinità protettrici del monarca.
Esempio della magnificenza e della maestosità di questo tempio funerario sono i due colossi raffiguranti il faraone assiso in trono, alti 20 m, scolpiti in un unico blocco di quarzite rossa. Queste sculture, in origine poste a sentinella davanti ad un maestoso pilone d'ingresso, sono conosciute anche con il nome di “colossi di Memnone”.

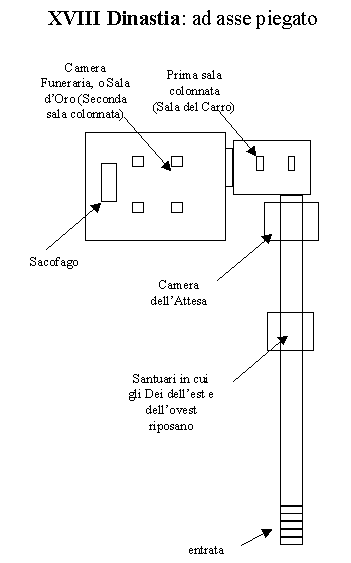
Pianta tipica delle sepolture della XVIII dinastia egizia, Valle dei Re

Gli scavi archeologici condotti fino ad ora e ancora in corso, hanno riportato in luce un ricchissimo apparato scultoreo decorativo (purtroppo frammentario): sculture del sovrano, sfingi dall'atipico corpo di coccodrillo o sciacallo, statue della dea Sekhmet, una particolare scultura di ippopotamo in grandezza naturale e statue colossali di sciacalli.
Le sepolture reali thutmosidi, nella Valle dei Re, planimetricamente si sviluppano su un asse piegato, definito tecnicamente “a gomito”. Questa disposizione, molto simile ai passaggi funerari del Medio Regno, rappresenterebbero il viaggio notturno che il sole percorre, sulla sua barca, per risorgere all'alba (processo descritto nei testi sacri). Altri studiosi ipotizzano che il percorso tortuoso sia stato dettato dall'esigenza di aggirare alcuni strati rocciosi poco resistenti e quindi poco adatti per le dimore eterne dei sovrani. La sepoltura si sviluppa sempre verso il basso, tramite la realizzazione di corridoi e scalinate.

### Architettura funeraria privata
Testimonianza eccezionale per l'architettura funeraria privata è il santuario appartenente all'architetto e scriba reale Amenhotep (figlio di Hapu), risalente al regno del sovrano Amenofi III. Il complesso è l'unico edificio funerario privato esistente, edificato addirittura adiacente ai grandi templi reali. Si può dedurre che l'architetto Amenhotep doveva godere di ottima reputazione e stima da parte del sovrano Amenofi III, tanto da avere la concessione di edificare un luogo di culto in suo onore, al pari di un sovrano.
Il tempio presentava un vasto bacino d'acqua, posto dietro al pilone d'ingresso, un secondo pilone che dava accesso ad un cortile porticato, con annessi piccoli ambienti, e le sale per il culto del defunto.
I siti di sepoltura dei privati, funzionari di rango elevato o semplici membri privilegiati della società, sono numerosi; ma i principali sono quelli situati nelle necropoli di Tebe Ovest: Qurna, con sepolture della XVIII e XIX dinastia, e Deir el-Medina (villaggio dei costruttori di tombe della Valle dei Re), con sepolture quasi esclusivamente della XIX e XX dinastia.

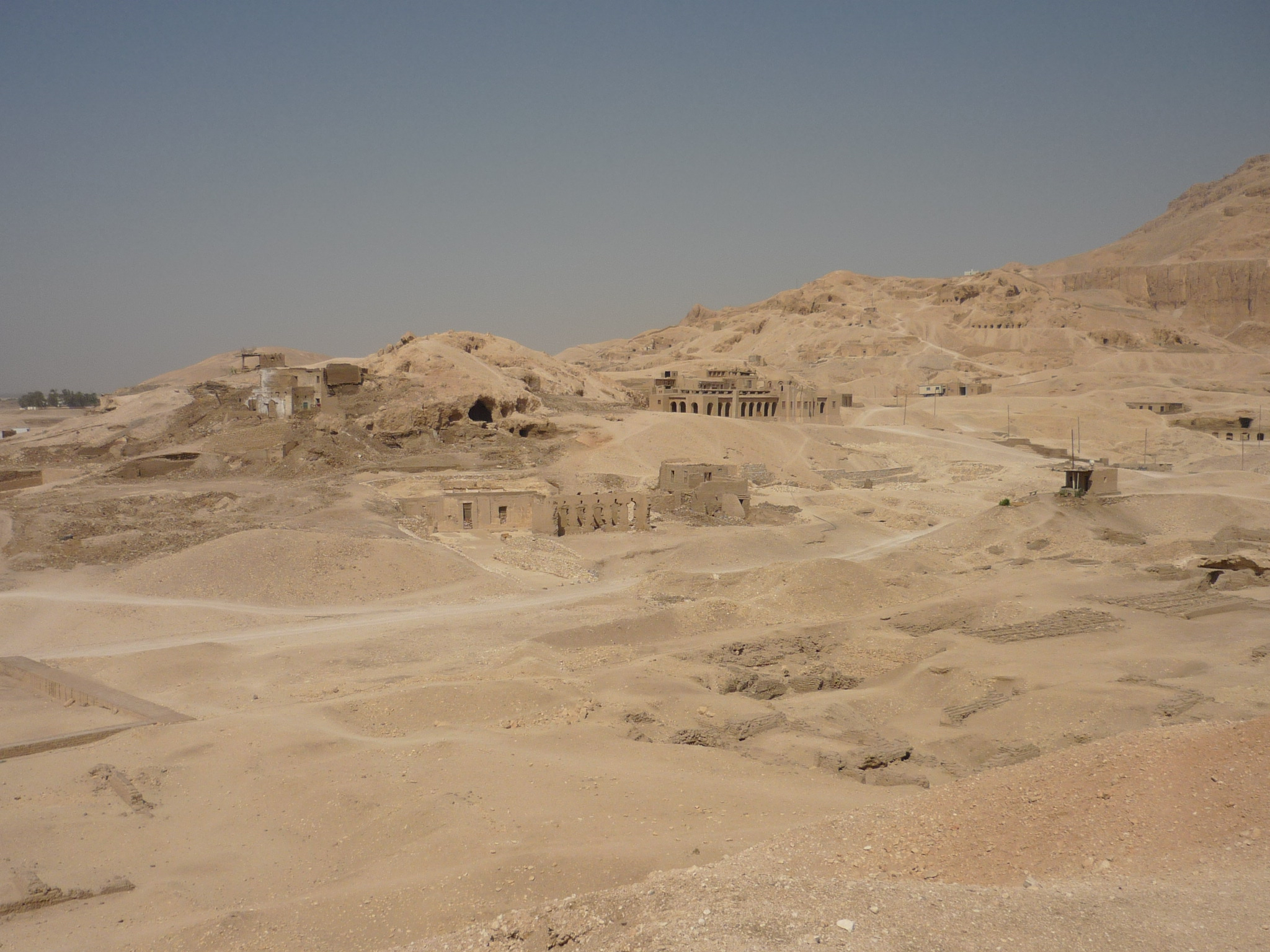
Necropoli privata di Kurna

Del periodo thutmoside, a Kurna si possono distinguere due tipologie principali di sepolture: quelle appartenute ai membri privilegiati, dette “tombe monolocale”, e quelle dei funzionari di rango elevato, dette “tombe complesse”.
Entrambe le tipologie di sepoltura sono sempre rupestri, con la camera di culto scavata all'interno della roccia affiorante e la stanza sepolcrale generalmente interrata (ipogeica).
Le tombe dette a “monolocale” presentano una sola stanza orizzontale scavata all'interno della roccia, nella quale è posto il pozzo verticale che conduce alla camera sepolcrale interrata.
Architettonicamente le tombe private dette “complesse” possono essere suddivise in tre registri compositivi: _piano superiore, esterno, in cui si esprimeva l'adorazione del sole; _ piano intermedio, in parte esterno e in parte scavato all'interno della roccia, costituito dal complesso cultuale e cerimoniale per il defunto; _ piano inferiore, interrato, in cui si esprimeva il culto di Osiride e luogo di sepoltura.
Il piano superiore, spesso facente parte della facciata della sepoltura, è composto da una sola nicchia contenente una statua stelofora.
Il piano intermedio è suddiviso in due zone: il cortile antistante la tomba e le camere cultuali (scavate all'interno della roccia). Il cortile, realizzato come un terrazzo, dominato dall'imponente facciata della tomba è circondato su i due lati laterali da muri digradanti e sul lato d'ingresso da un basso muretto in mattoni, con sommità arrotondata, detta a "dorso d'asino". Il cortile solitamente ospita il pozzo verticale che conduce alle camere sepolcrali.
Il piano inferiore, interrato, è costituito da un'ampia sala trasversale (transetto) alla quale segue una stanza longitudinale in asse con l'ingresso, secondo uno schema a T.
Le sepolture private presentavano un ricchissimo apparato decorativo, che giunto numeroso e in buone condizioni fino ad oggi, ci permette di seguire l'evolversi stilistico e pittorico del Nuovo Regno come nella tomba di Userhat, scriba reale.

### Architettura religiosa

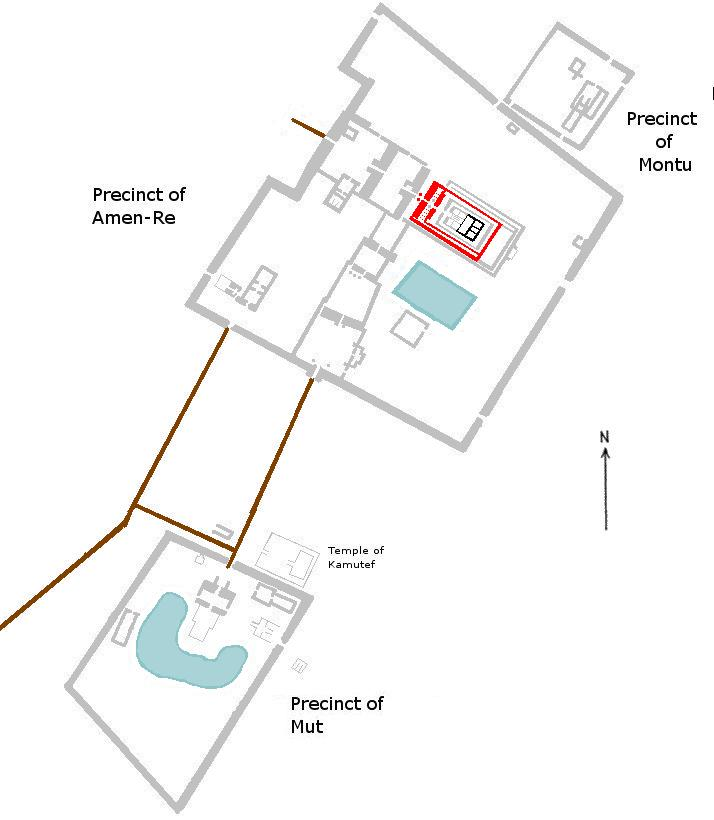
Planimetria del complesso di Karnak

Successivamente alla sconfitta e all'espulsione degli Hyksos dall'Egitto, i faraoni della XVIII dinastia diedero inizio ad una cospicua attività edilizia religiosa, volta ad affermare il loro potere. Il primo sovrano fece restaurare il tempio di Ptah a Menfi e fece erigere santuari ad Abido, Karnak, Armant e Buhen in Nubia.
Tutti i faraoni thutmosidi restaurano, ampliano e trasformano gli esistenti edifici templari dell'Egitto.

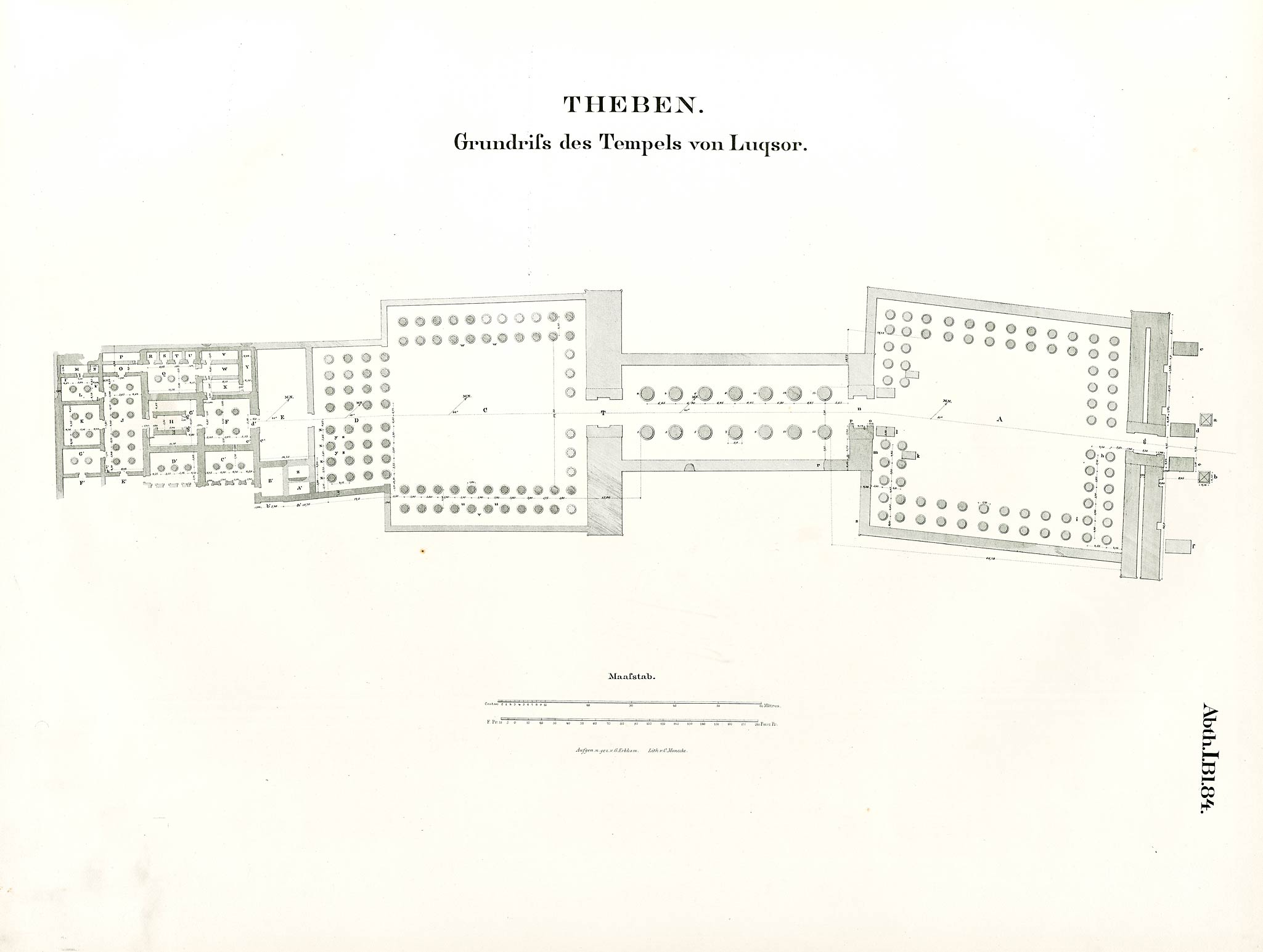
Planimetria del tempio di Luxor

I complessi che subirono maggiormente l'ampliamento, i rifacimenti e i restauri durante tutta l'epoca thutmoside, sono il complesso templare di Karnak dedicato ad Amon-Ra e il tempio di Luxor a Tebe. A causa degli innumerevoli rifacimenti succedutisi, alcune parti risultano di difficile ricostruzione.

Il faraone Amenofi III erige un tempio a Soleb, in Nubia (500 km a sud di Tebe), dedicandolo alla divinità Amon-Ra e a se stesso. Il complesso fu denominato “Colui che appare nella Maat (principio dell'ordine universale)”.
L'edificio subisce alcuni ampliamenti e diviene il tempio più vasto di Nubia. Il complesso di Soleb era costituito in origine da un piccolo edificio centrale e tripartito, con aule per le barche sacre di Amon-Ra e per le immagini sacre. Il primo ampliamento vede l'aggiunta di una sala a 24 colonne con capitelli palmiriformi, un cortile con portico e il primo pilone. Nel secondo ampliamento si aggiunge un secondo cortile e un secondo pilone. Il terzo e ultimo ampliamento pone in opera nuove colonne papiriformi, 2 obelischi, 6 statue colossali del sovrano e un terzo pilone con viale processionale di sfingi.
Una colonna del complesso riporta, incisa sul fusto, assieme ai nomi di numerosi popoli sottomessi da Amenofi III, il nome di Yahweh (prima testimonianza della divinità israelita).

## Scultura

### Scultura reale

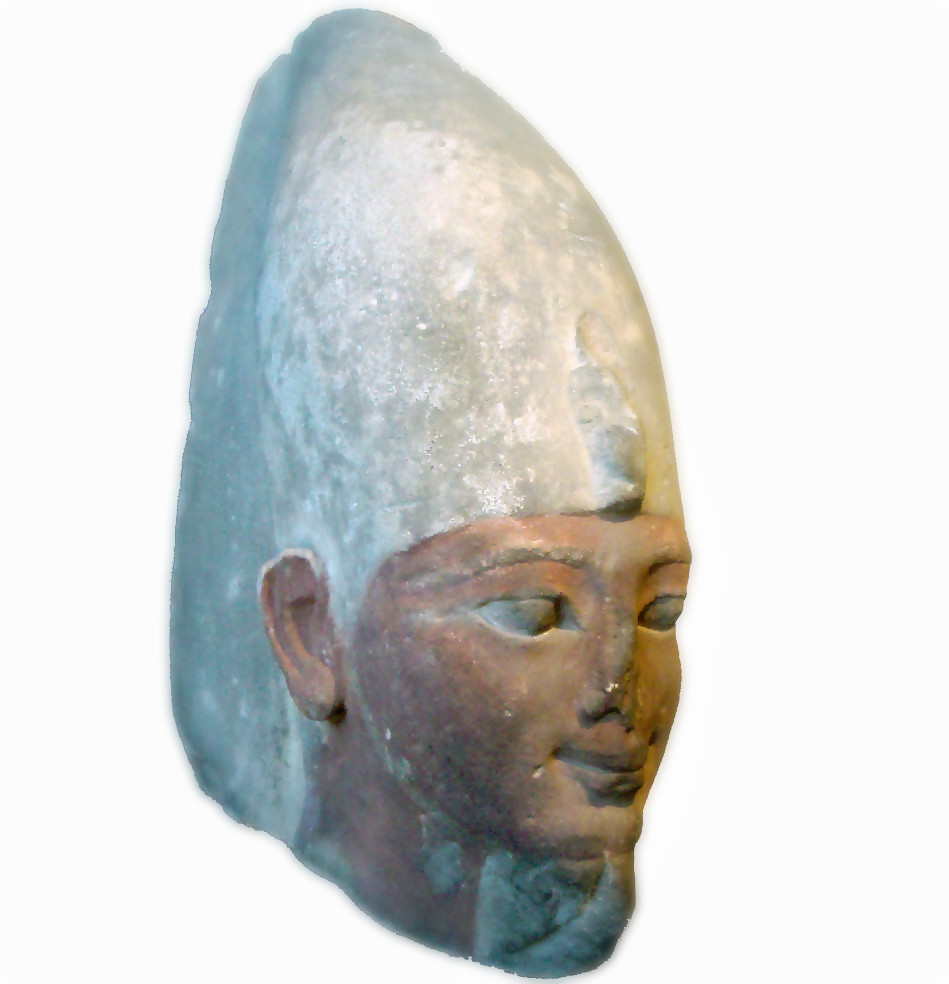
Ahmose I, Brooklyn Museum

I primi faraoni della XVIII dinastia, dopo la cacciata degli Hyksos, si riallacciano all'ideologia e ai canoni espressivi del Medio Regno, a sottolineare una continuità con il passato volta alla cancellazione del periodo intermedio e della dominazione straniera.
Sotto il regno di Ahmose e Amenofi I il volto del sovrano, dalla forma quadrangolare e robusta, presenta grandi occhi globulari, con palpebre pronunciate. Le sopracciglia sono eseguite più vicino all'attaccatura dei capelli che al centro del volto e il trucco che incornicia gli occhi, il belletto, si presenta molto allungato posteriormente; questi due particolari divengono il tratto tipico di tutto il periodo thutmoside.

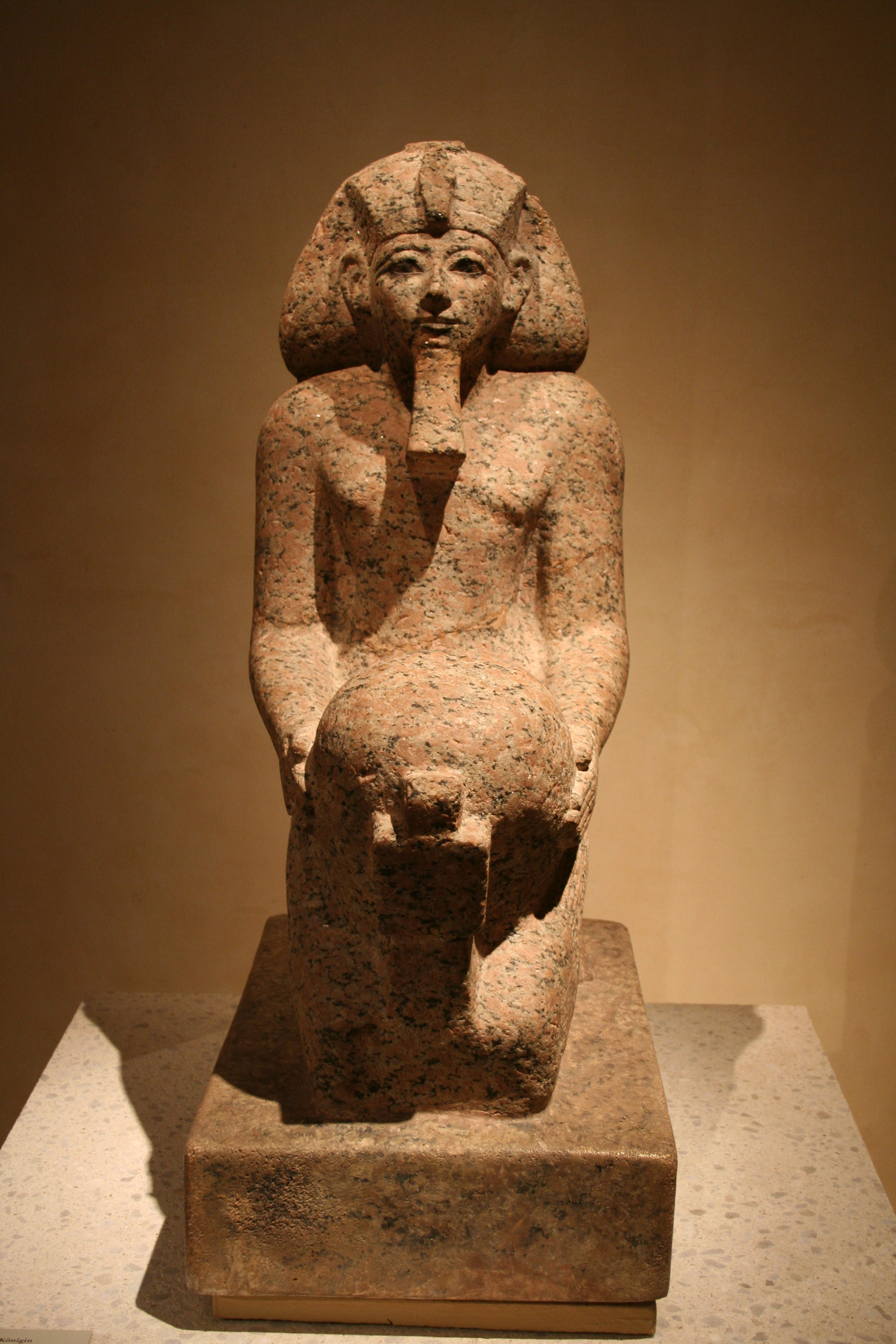
Statua di Hatshepsut, raffigurata in sembianze maschili e faraoniche, Berlino, Ägyptisches Museum

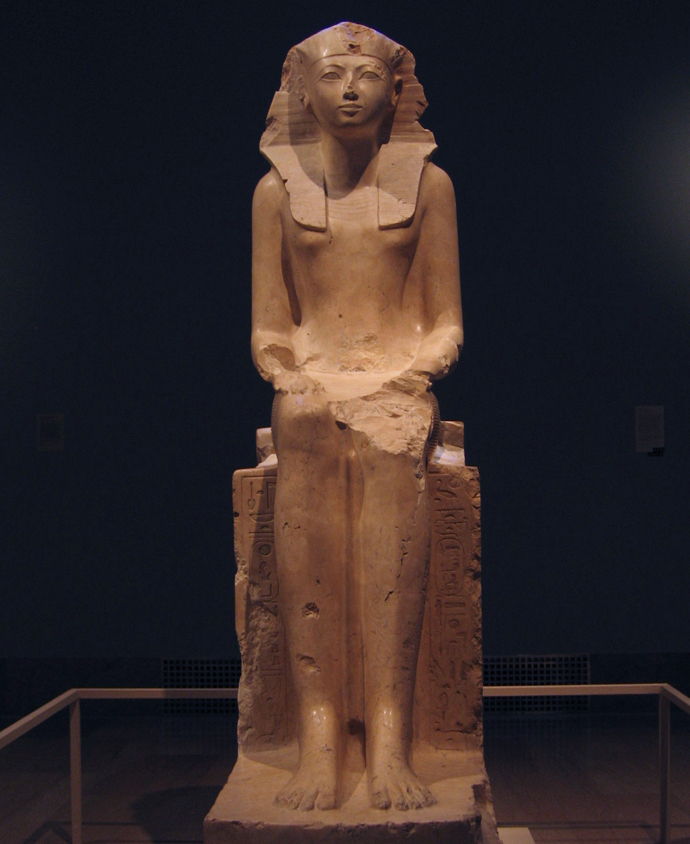
Statua di Hatshepsut, raffigurata con sembianze femminili

Le prime innovazioni stilistiche, che si discostano dal Medio Regno, si riscontrano sotto il regno di Hatshepsut. La regina, sposa di Thutmose II, assume la reggenza del regno alla morte del marito, in attesa del raggiungimento della maggior età del figliastro Thutmose III. In questo periodo Hatshepsut si fa ritrarre in tipiche sembianze femminile, con lineamenti sottili, viso affilato, seni e corpo sinuoso.
In breve tempo la regina accresce il suo potere a discapito del figliastro, finendo per assumere lo stesso potere attribuito al faraone. In questo periodo, Hatshepsut, modifica l'iconografia delle sue rappresentazioni scultoree: abbandona i lineamenti femminili per sembianze maschili. Le sculture di questa seconda fase del regno di Hatshepsut presentano i tipici simboli della regalità faraonica (copricapo e barba posticcia), scompare il seno e il corpo diviene più massiccio, perdendo leggermente la sinuosità femminile presente nelle statue della fase precedente.
L'espressione del volto tende verso uno sguardo intenso, brillante e dall'espressione benevola.
L'iconografia del periodo di Hatshepsut prevedono sculture della regina assisa in trono, inginocchiata mentre offre doni alle divinità e nelle sembianze di Osiride (statua-pilastro osiriaco del tempio funerario a Deir el-Bahari).
Alla morte di Hatshepsut e con l'ascesa al trono di Thutmose III, i ritratti recuperano l'impostazione quadrangolare della prima fase e il corpo assume una fisicità più atletica. Il faraone si fa rappresentare come un sovrano-eroe, un guerriero invincibile che sconfigge i nemici.
Amenofi II, invece, si riallaccia a modelli e iconografie dell'Antico Regno, compaiono statue assise del sovrano con il capo cinto dalle ali del falco Horus (esplicito rimando alle sculture del faraone Chefren).
Altri segni dell'influenza di modelli appartenuti all'Antico Regno sono ravvisabili nel trattamento più morbido del corpo e dall'espressione benevola del volto, tipici della IV e V dinastia, che sostituisce la severità e la maestosità espressiva del Medio Regno.
La statuaria sotto il regno di Thutmose IV e l'inizio del regno di Amenofi III introduce forme fisionomiche idealizzate. Il volto, più paffuto, presenta occhi allungati (a mandorla), sopracciglia arrotondate, palpebre superiori e labbra sporgenti, naso appuntito ed espressione addolcita da un sorriso abbozzato. Il corpo, che tende anch'esso all'astrazione, predilige masse più schematiche e meno realistiche, secondo una tendenza in uso nella XIII dinastia (Medio Regno).
Verso la fine del regno di Amenofi III la statuaria tende verso una nuova sensibilità iconografica, meno astratta e stilizzata, che sarà un'anticipazione dei modelli realistici tipici del periodo di Amenofi IV o Akhenaton. I ritratti, di questa fase finale del periodo thutmoside, presentano un maggior modellato dell'occhio, rughe profonde, pieghe del collo e del viso, labbra ben disegnate e dall'espressione severa.
Miglior esempio di questo nuovo stile realistico è la testa lignea della regina Tiy, moglie di Amenofi III, conservata a Berlino.

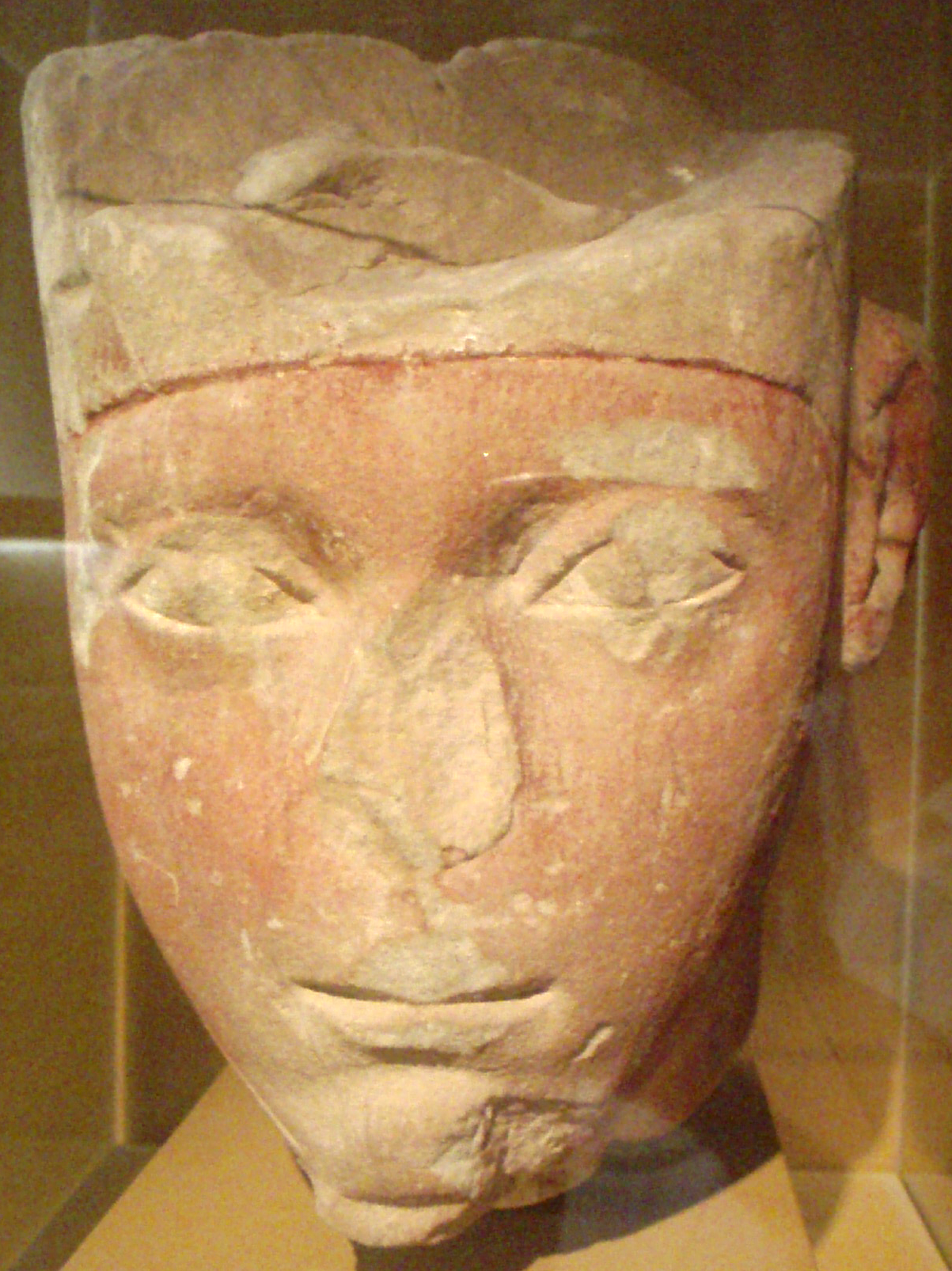
Amenhotep I, Boston, Museum Of Fine Arts
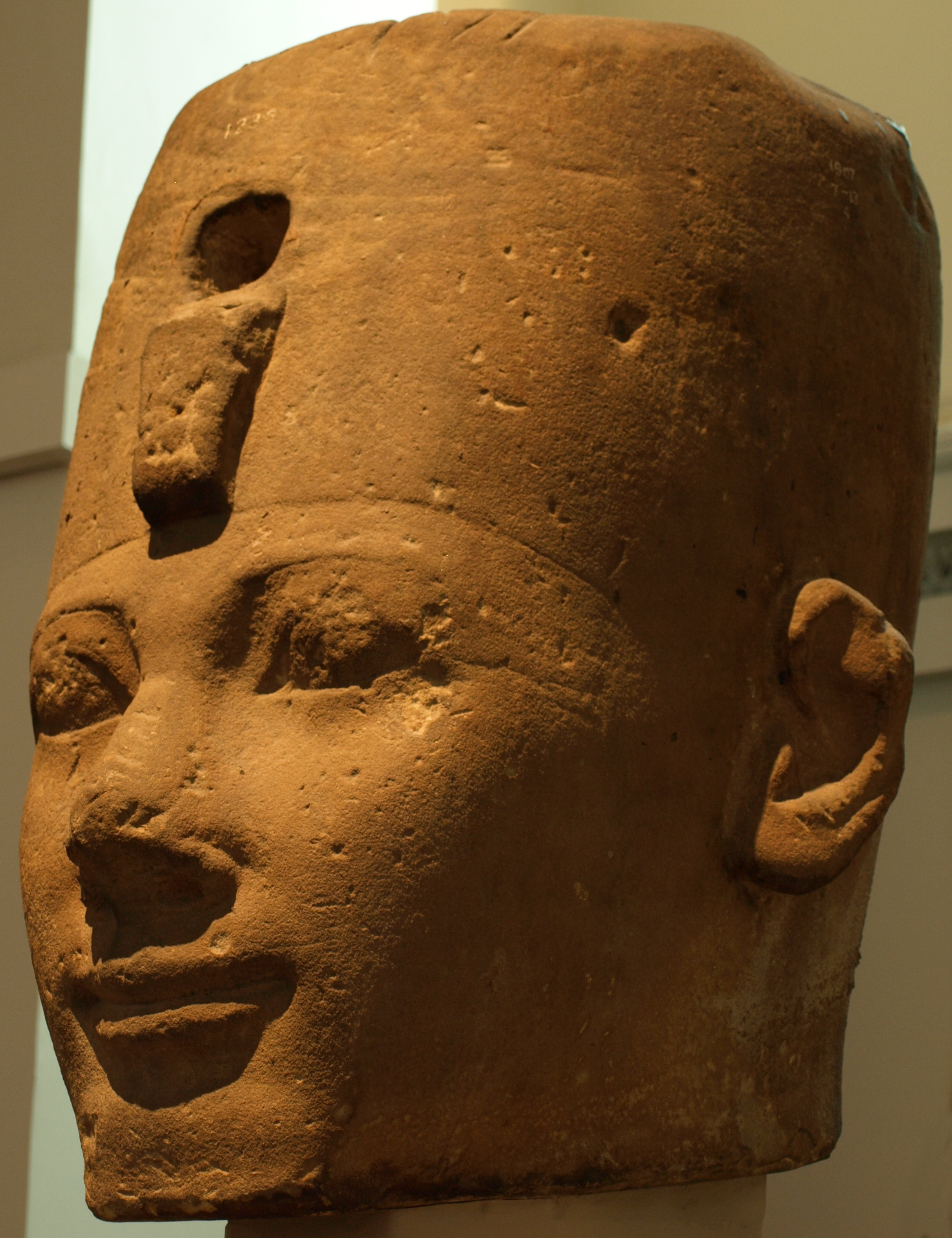
Testa colossale di Thutmose I, Londra, British Museum
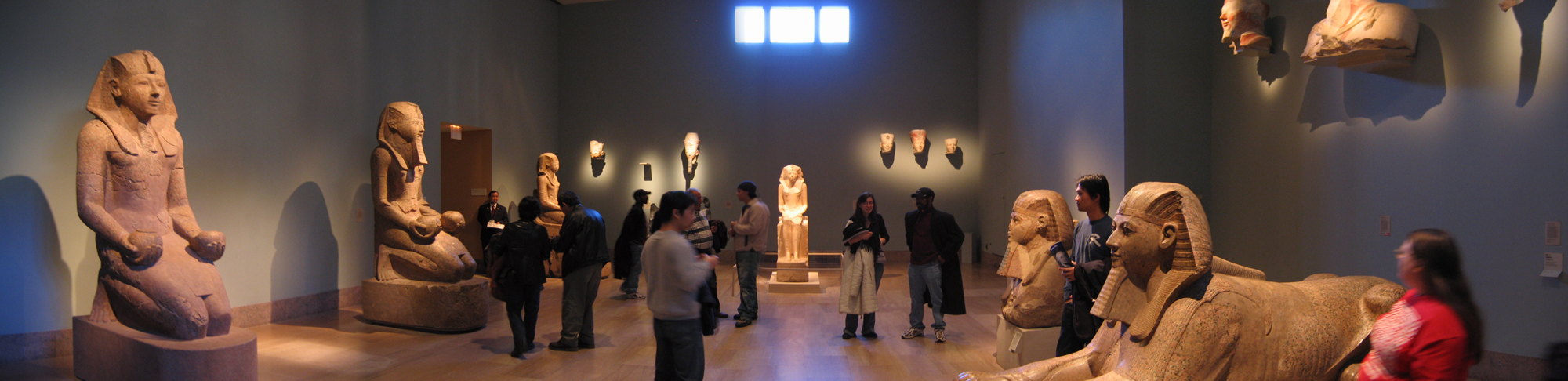
Sculture di Hatshepsut, New York, Metropolitan Museum of Art
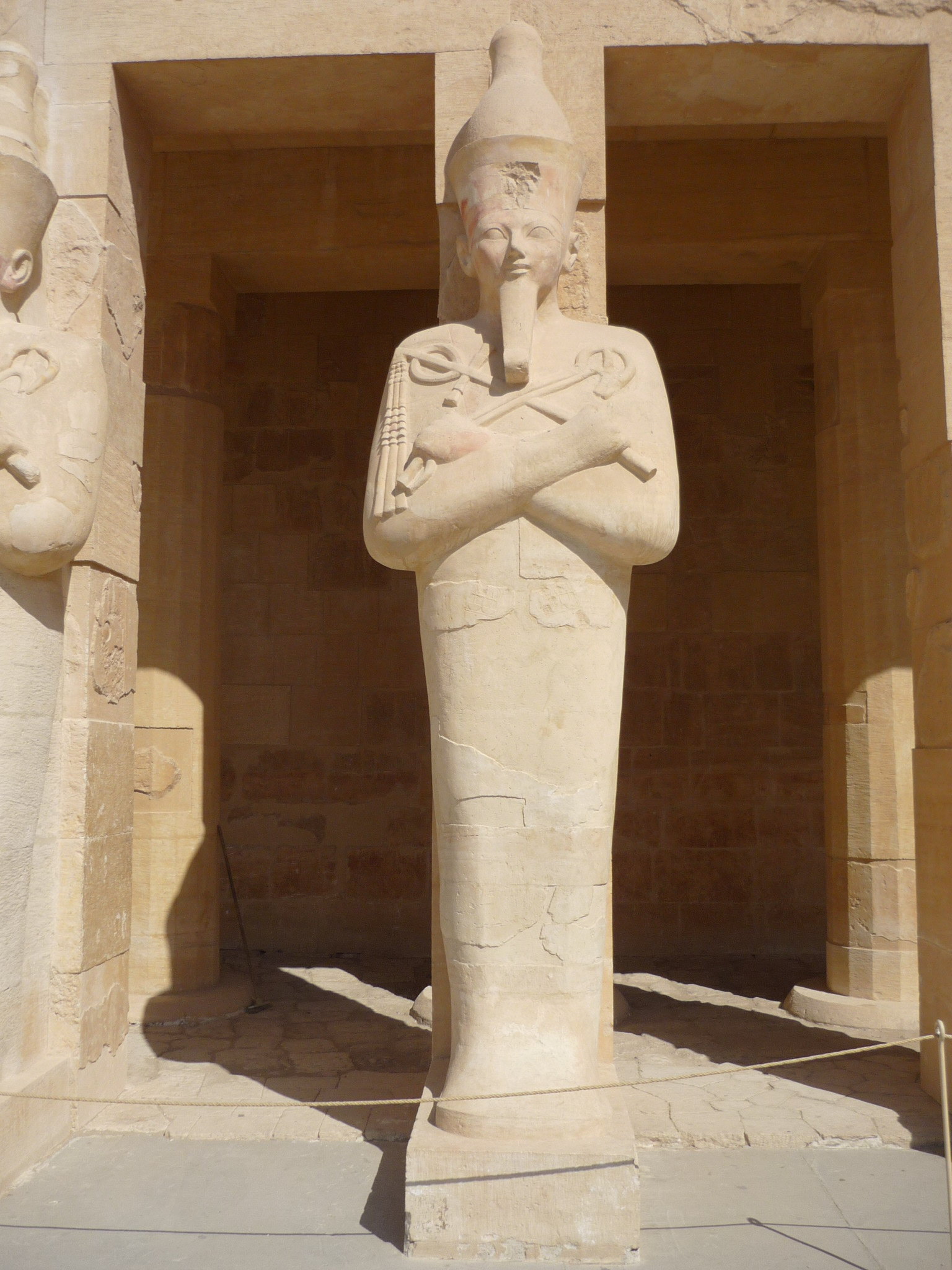
Statua-pilastro osiriaco di Hatshepsut, Deir el-Bahari
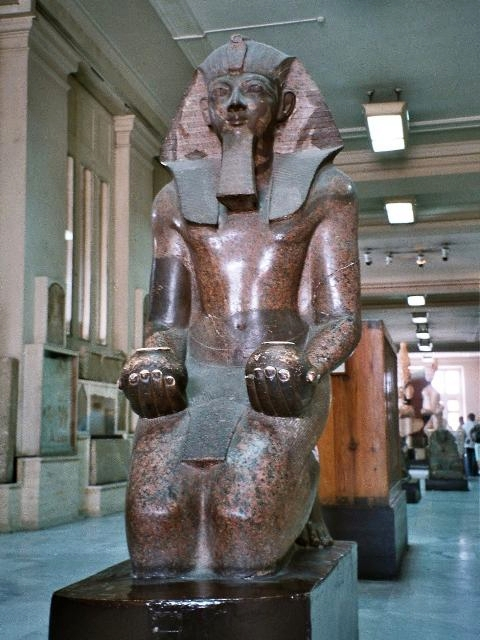
Hatshepsut offerente, Il Cairo, Museo Egizio
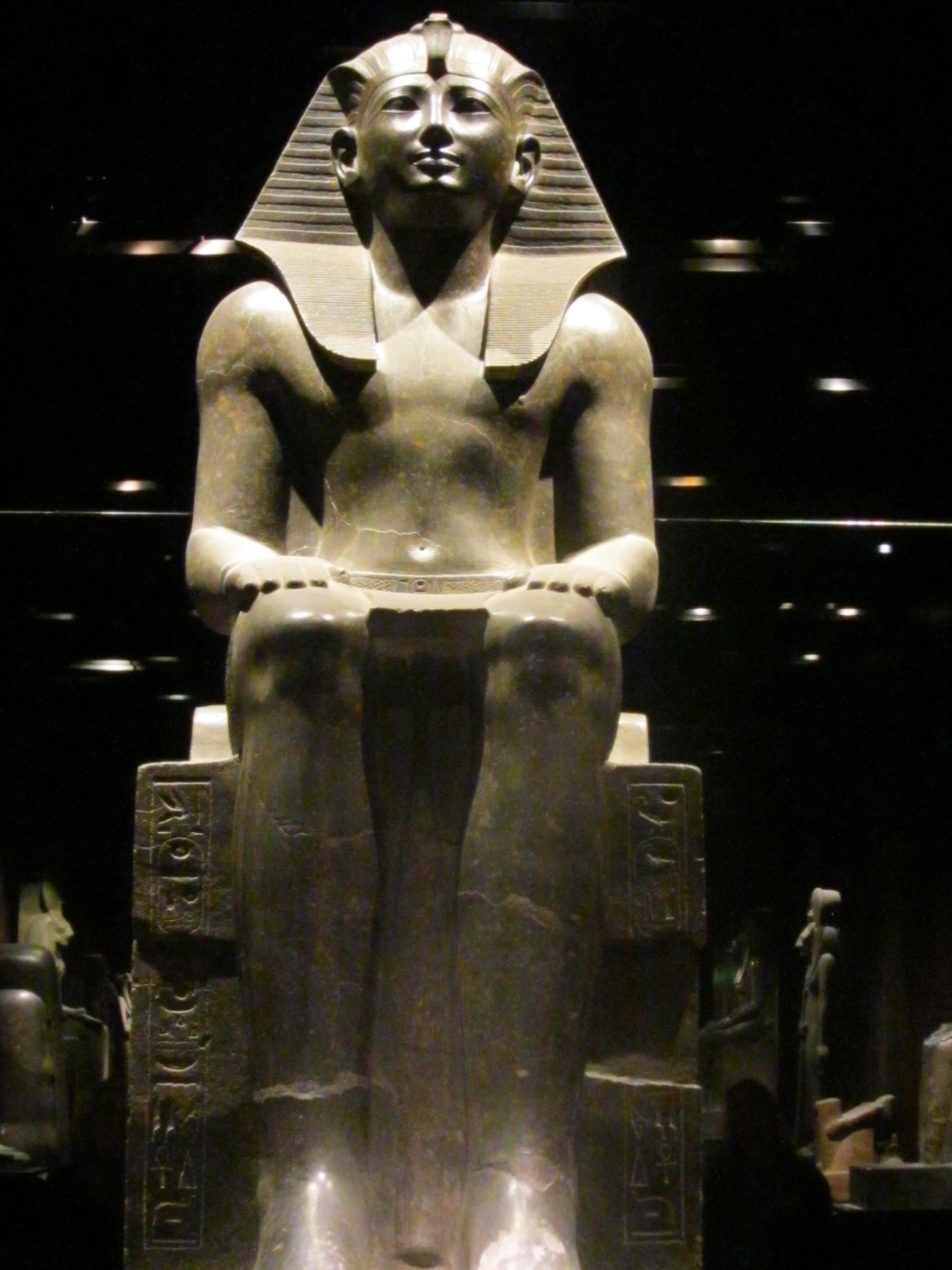
Statua di Thutmose III, Torino, Museo Egizio
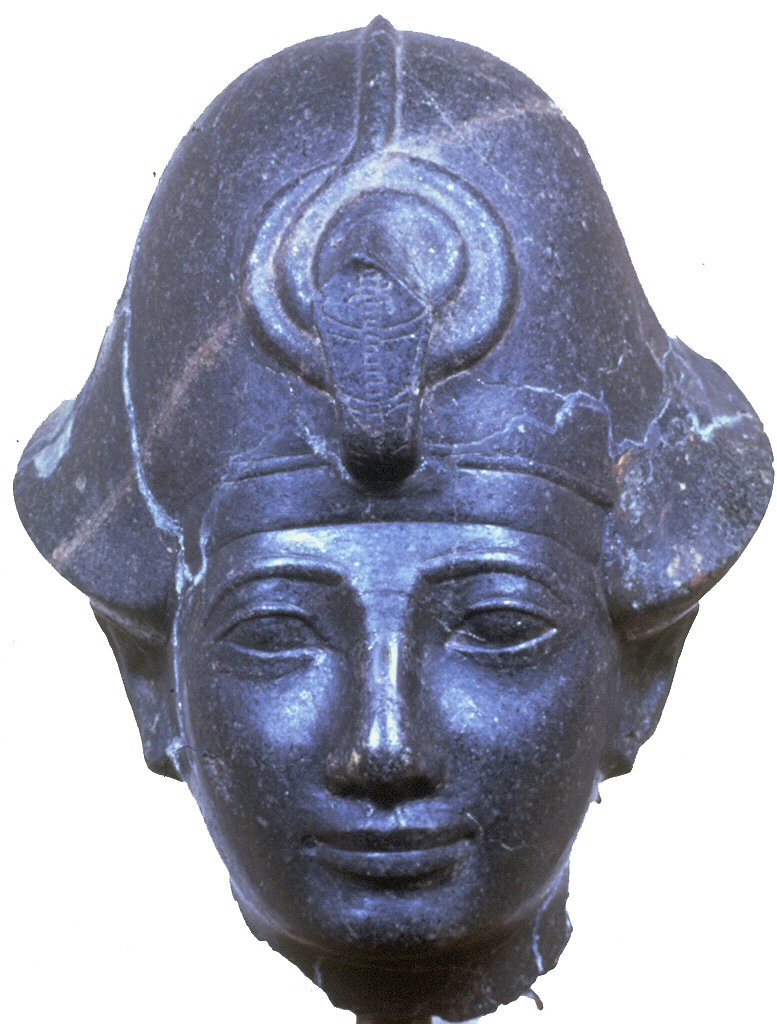
Testa di Amenhotep II
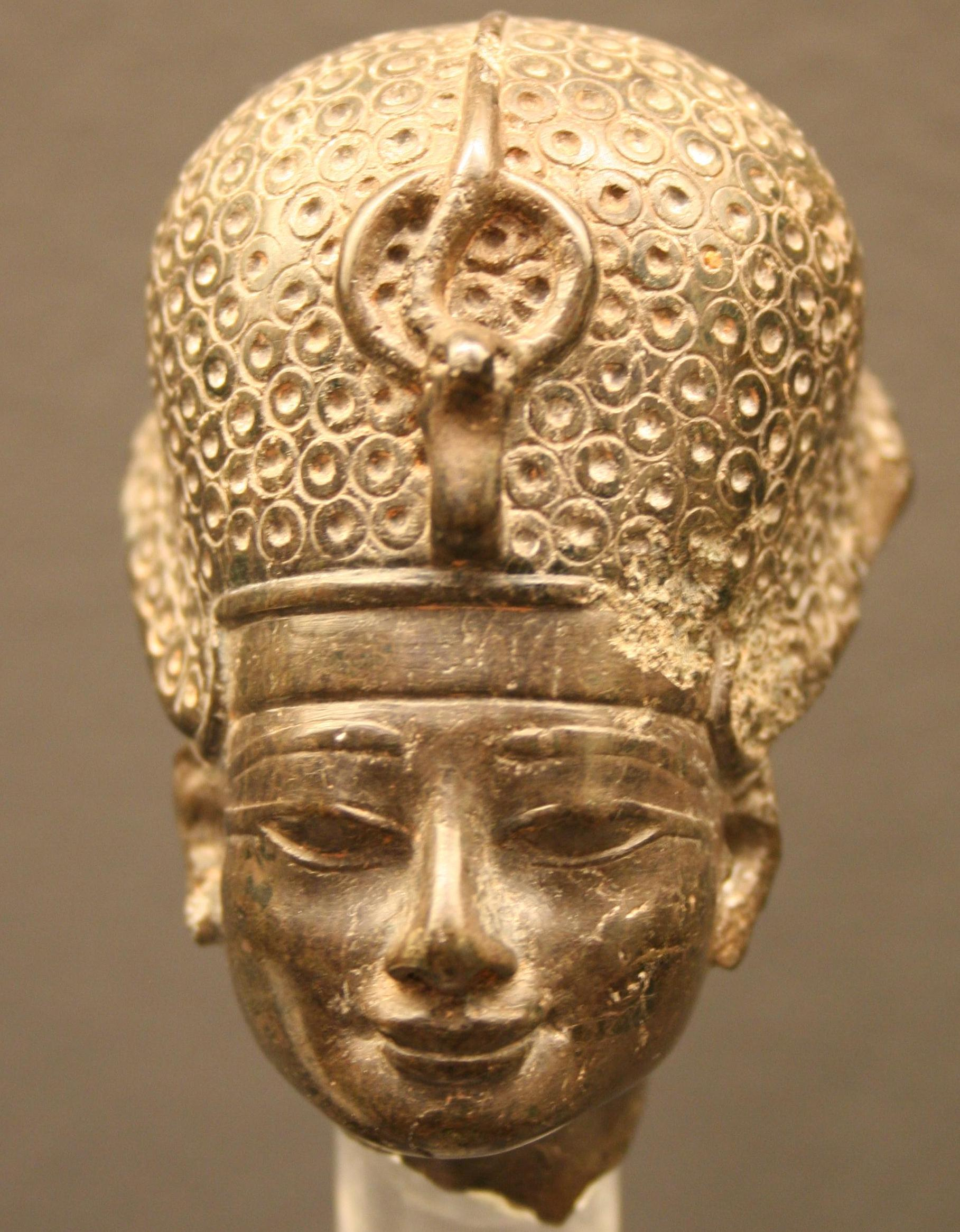
Testa di Thutmose IV
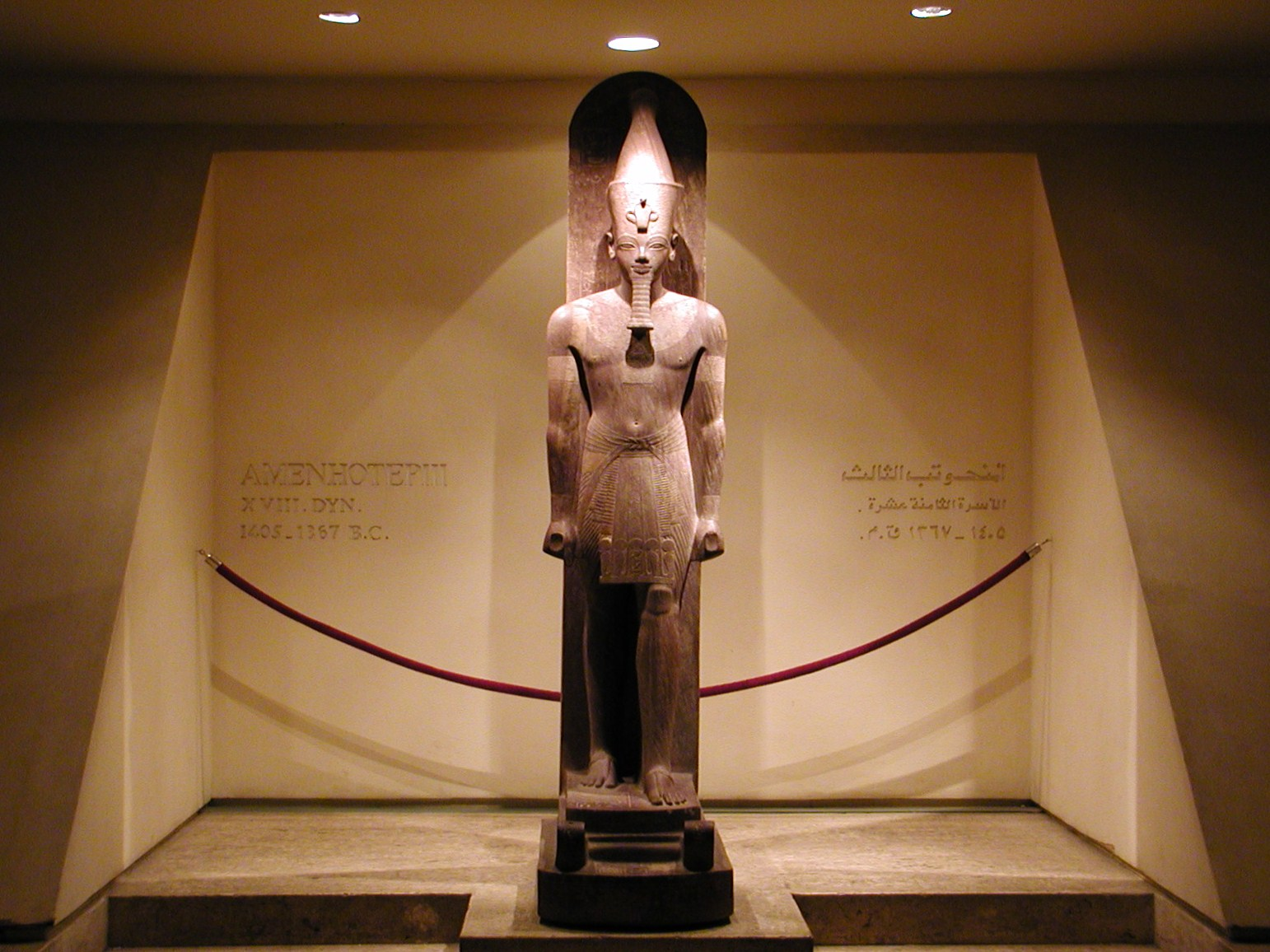
Statua colossale di Amenhotep III,Museo di Luxor

### Scultura privata

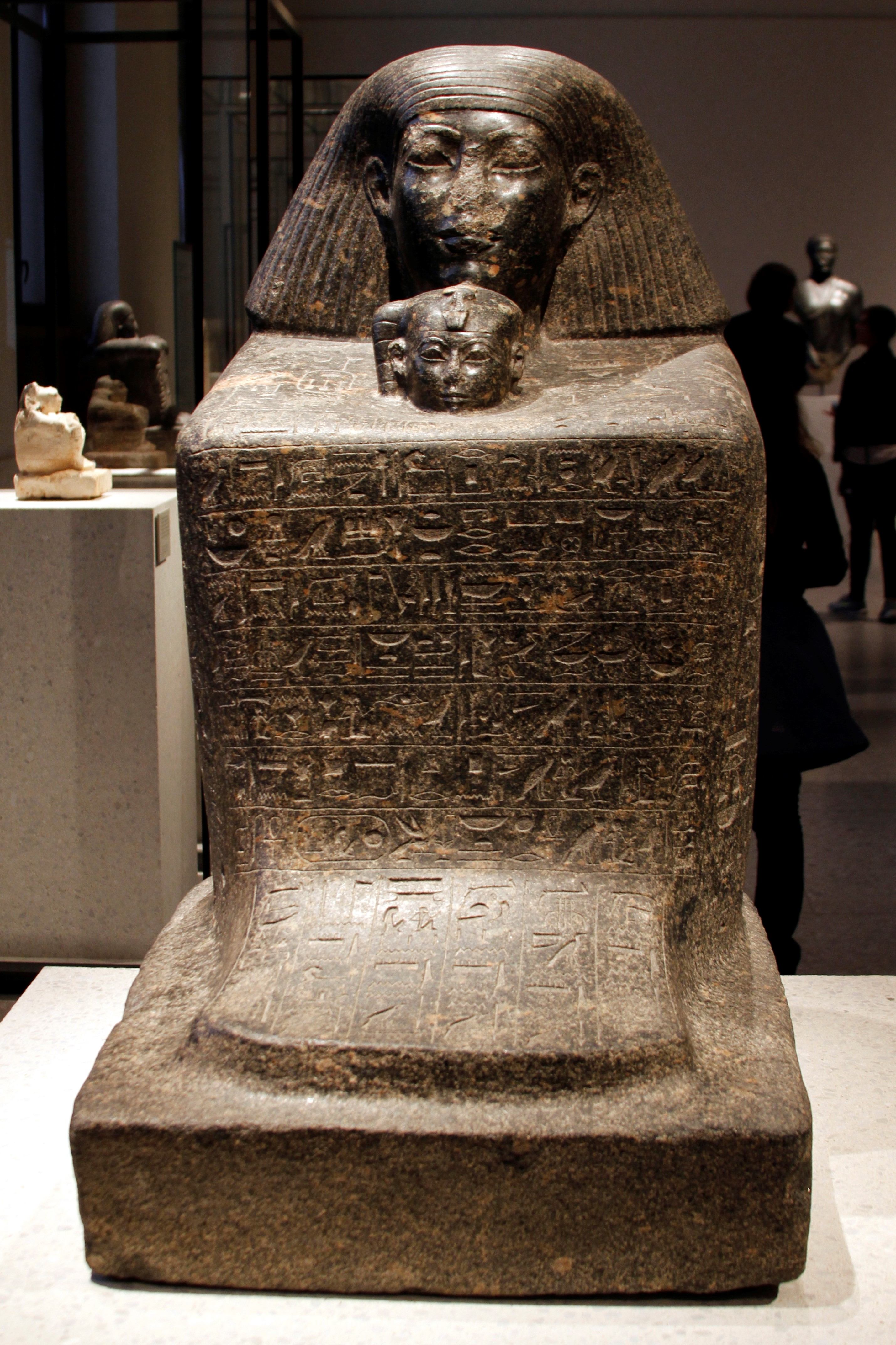
Statua-cubo raffigurante l'architetto Senenmut con la figlia di Hatshepsut

La statuaria privata riprende, al pari della scultura reale, i modelli del Medio Regno: forme sommarie, sedute, accovacciate, spesso nascoste sotto lunghe vesti.
In questo periodo si diffonde ulteriormente la tipologia della statua-cubo, comparsa nel Medio Regno.

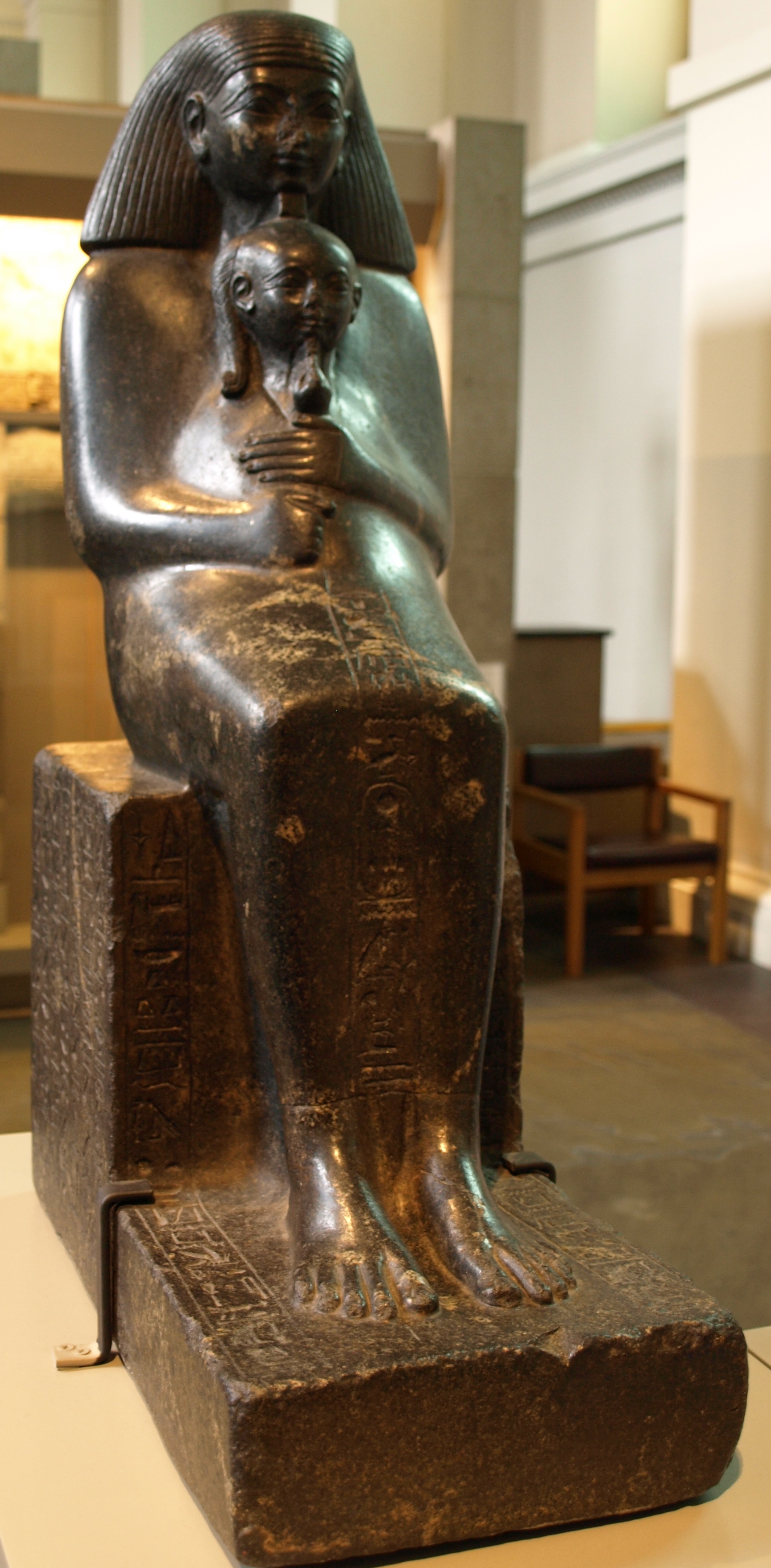
Statua di Senenmut e Neferura, figlia di Hatshepsut, Londra, British Museum
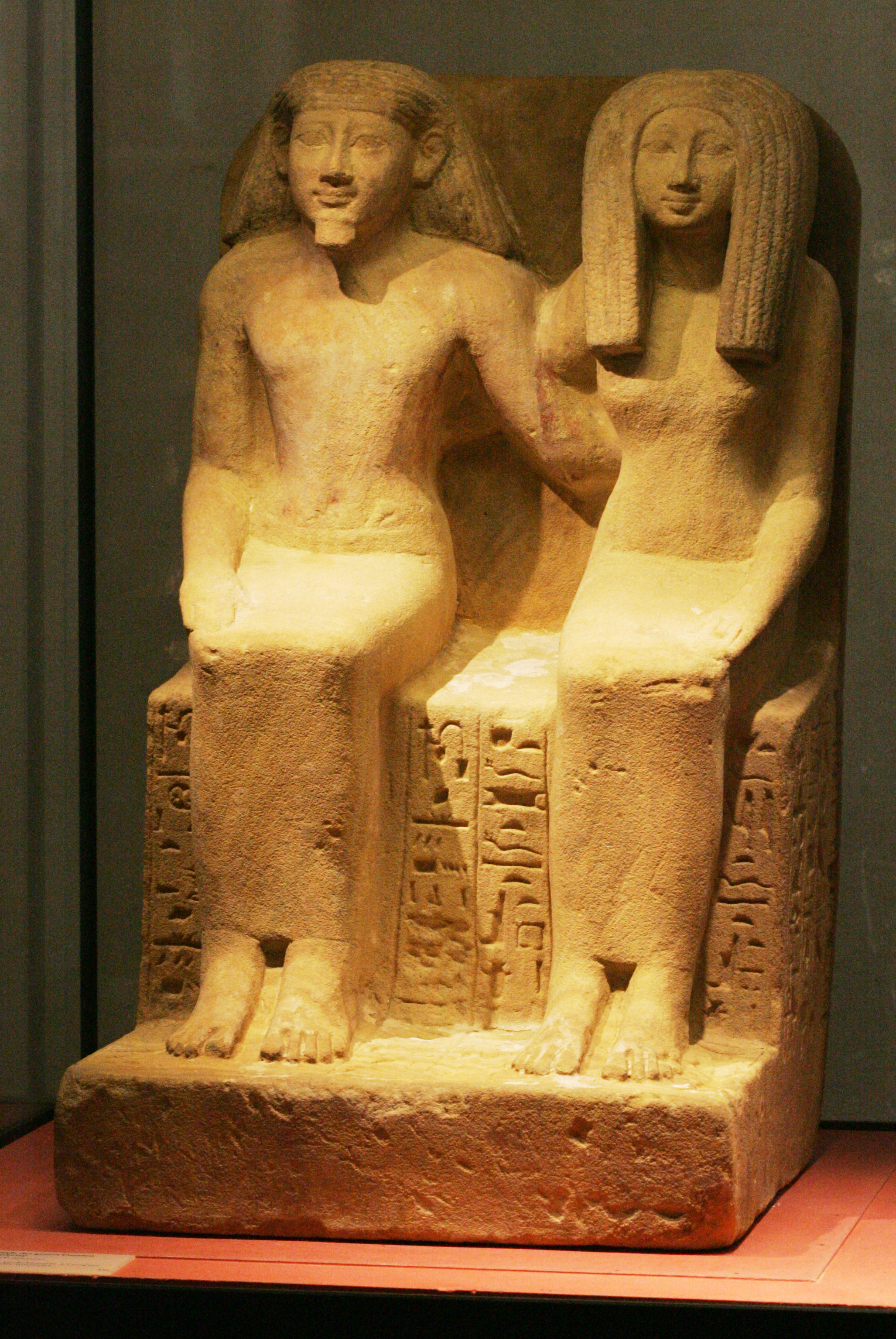
Statua di coppia, Parigi, Musèe du Louvre
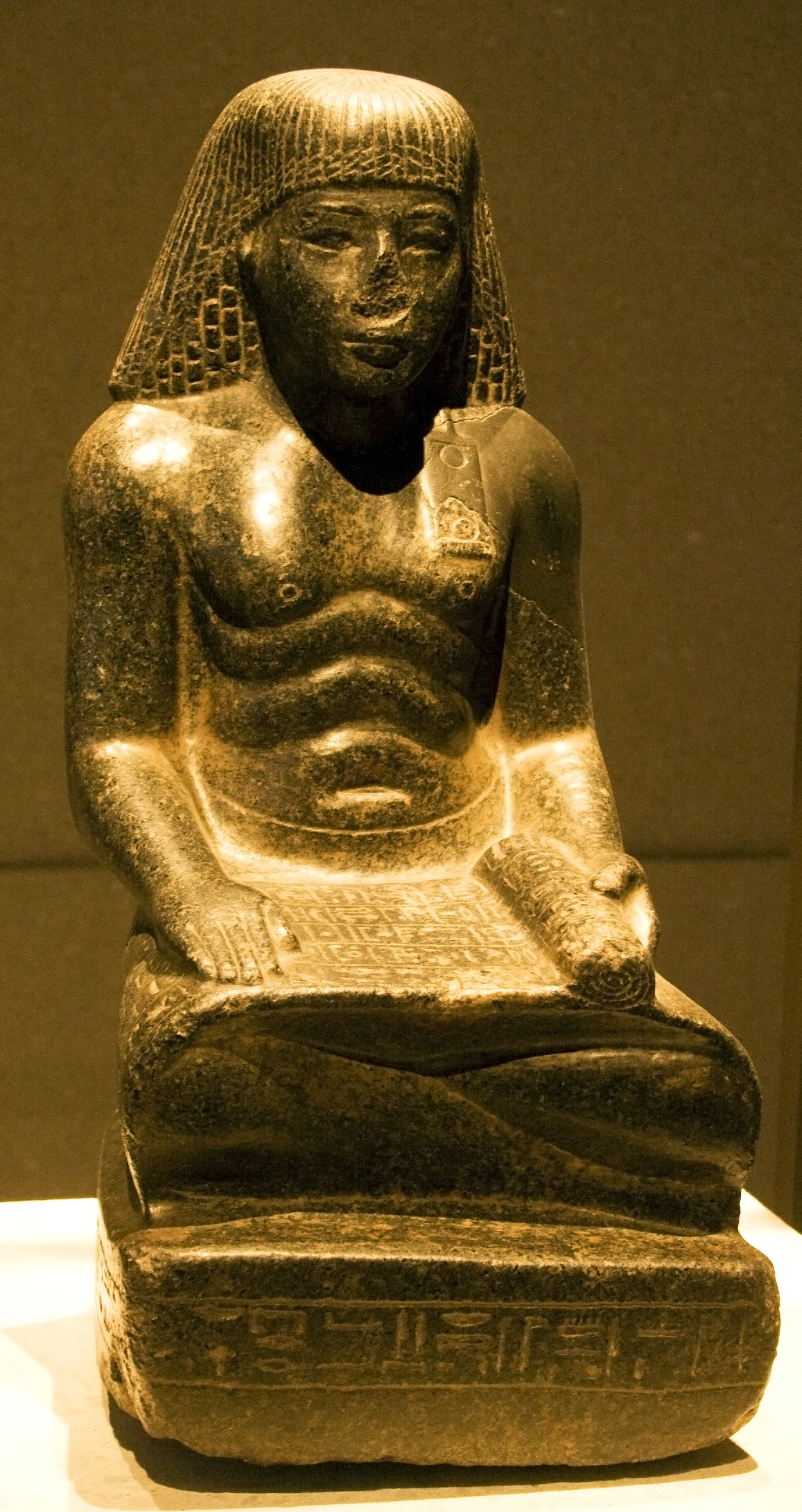
Scriba

## Pittura e rilievo
Dopo la decadenza del Secondo Periodo Intermedio (circa 150 anni) l'arte del rilievo si rinnova e raggiunge, soprattutto nel periodo amarniano e ramesside, il massimo splendore.
Gli artisti si ispirano, come nell'arte scultorea, a stili e iconografie di periodi precedenti all'invasione Hyksos, specialmente al Medio Regno. Nonostante il ritorno al passato, il rilievo del periodo thutmoside introduce alcune innovazioni: i contorni delle figure sono più morbidi e raffinati, le composizioni risultano meno rigide e statiche.

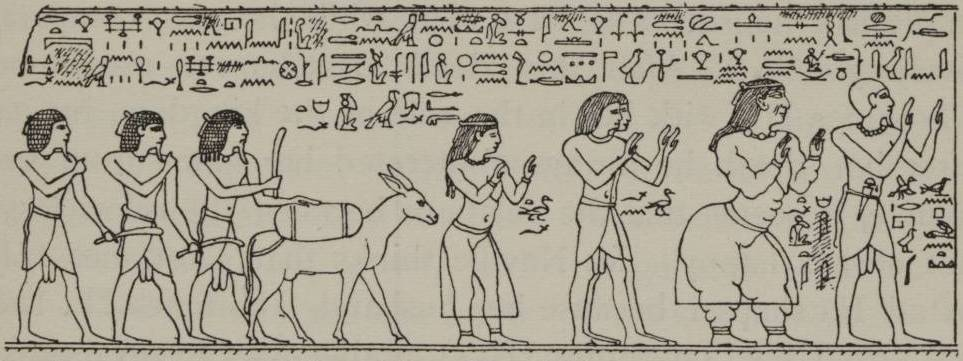
Spedizione nel regno di Punt. Rilievo del pannello raffigurante la regina di Punt, in tutta la sua mole, e la corte. (1902) - TIMEA

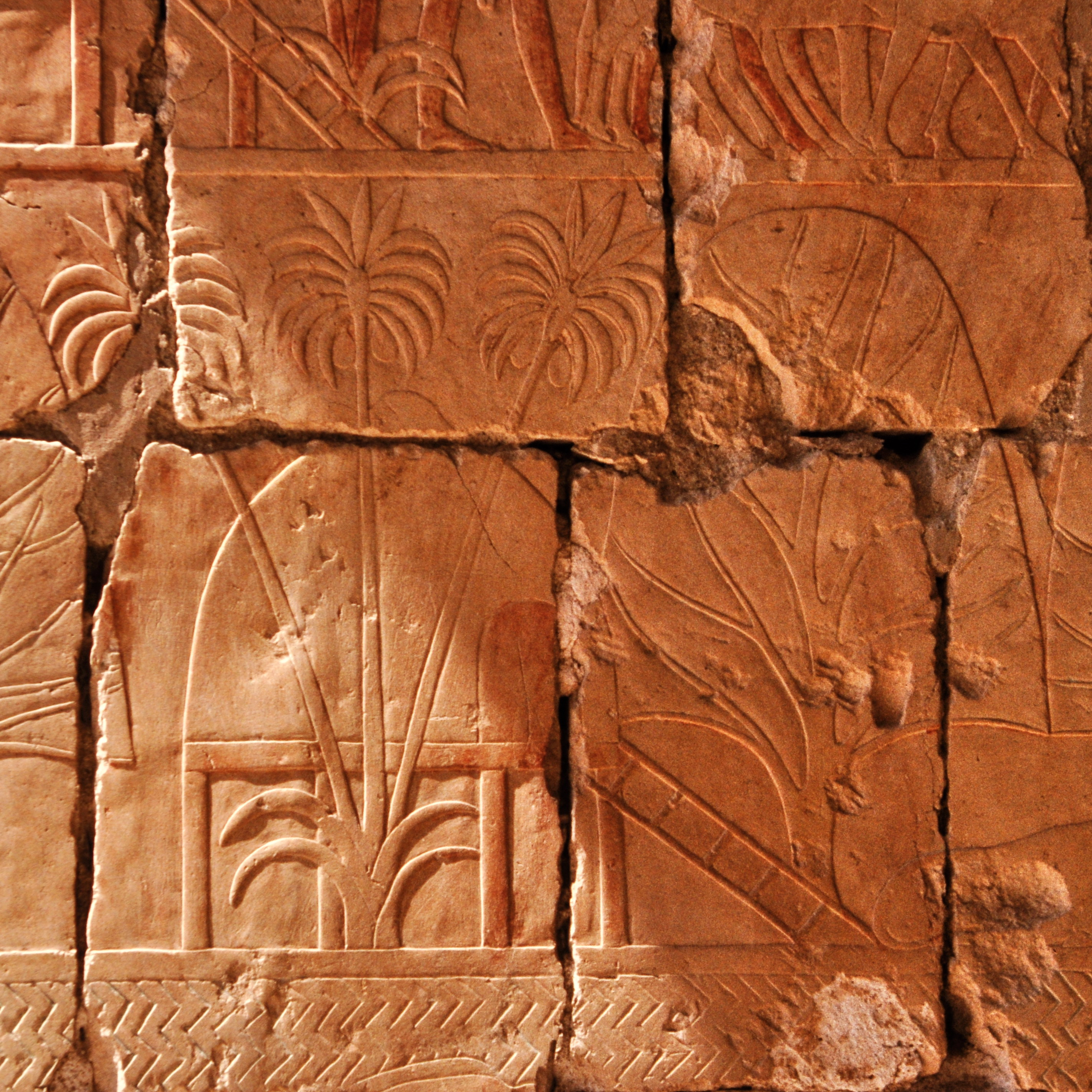
Spedizione nel regno di Punt, particolare di un paesaggio esotico

I rilievi continuano ad essere largamente utilizzati come elementi decorativi di templi, di sepolture e di stele raffiguranti scene divine e scene religiose.
Il primo grande ciclo di rilievi conosciuto è quello voluto dalla regina Hatshepsut, eseguito nel tempio funerario di Deir el-Bahari. I temi sono numerosi, ma i principali raffigurano scene che esaltano il rapporto tra Hatshepsut e il dio Amon-Ra: la nascita divina della regina, l'incoronazione voluta e benedetta dal dio, Hatshepsut che offre doni e partecipa alle feste sacre in onore di Amon-Ra.
Le pareti del complesso funerario presentano anche temi e iconografie insolite. Esempio di queste innovazioni è il ciclo rappresentante la spedizione verso il regno di Punt, in Nubia, dove i personaggi sono immersi, per la prima volta, in ambientazioni paesaggistiche: edifici, piante e animali esotici. Alcuni personaggi vengono raffigurati in modo umoristico, altro aspetto innovativo, come la regina Ity di Punt ritratta in tutta la sua mole corporea. Per la prima volta gli episodi narrati vengono accompagnati da scene di musica e di danza.
L'impianto spaziale si mantiene su vari registri, come da tradizione. In origine questi rilievi erano completamente dipinti con colori dai toni vivaci.

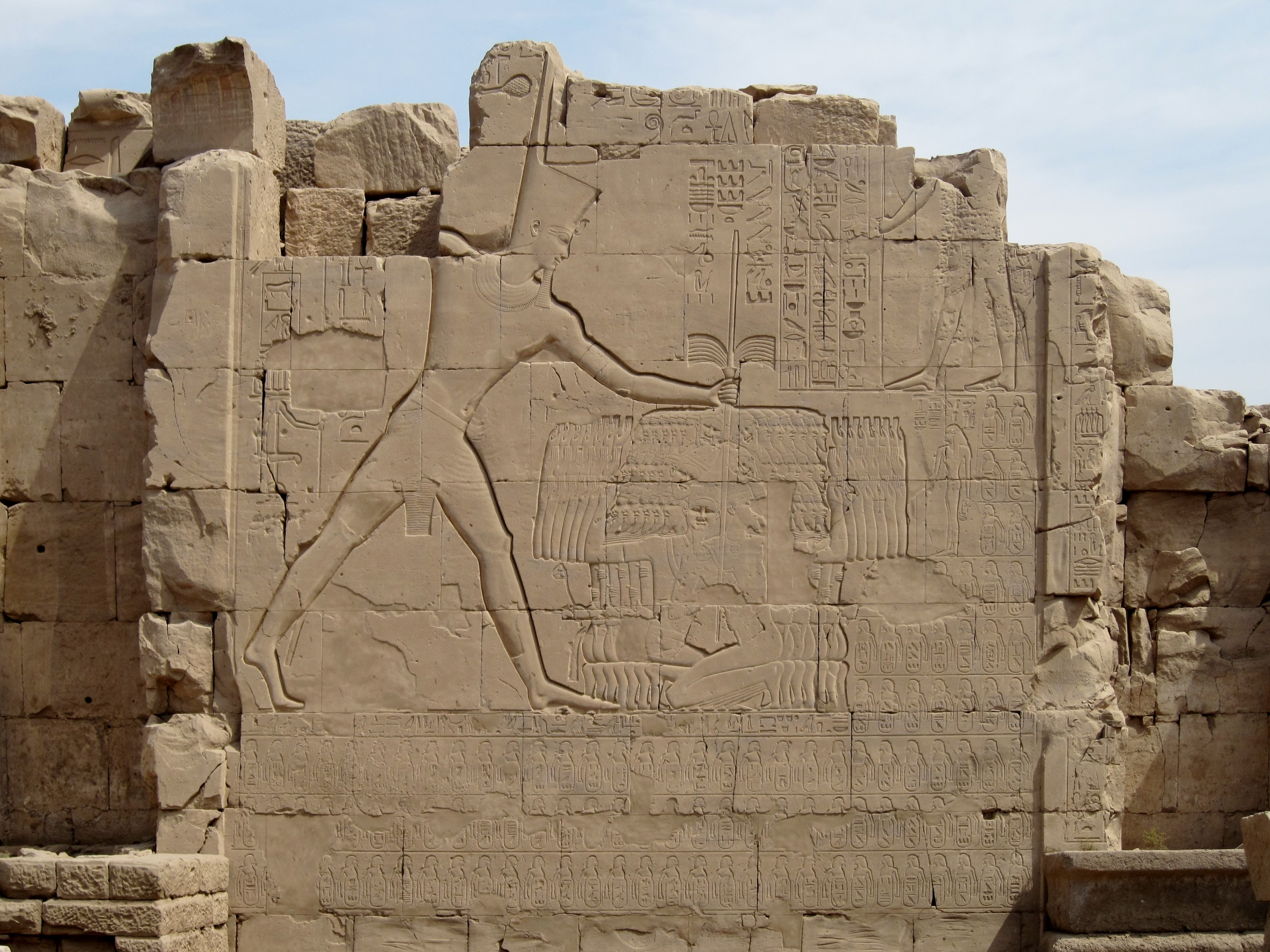
Rilievo raffigurante Thutmose III mentre abbatte i nemici, Karnak

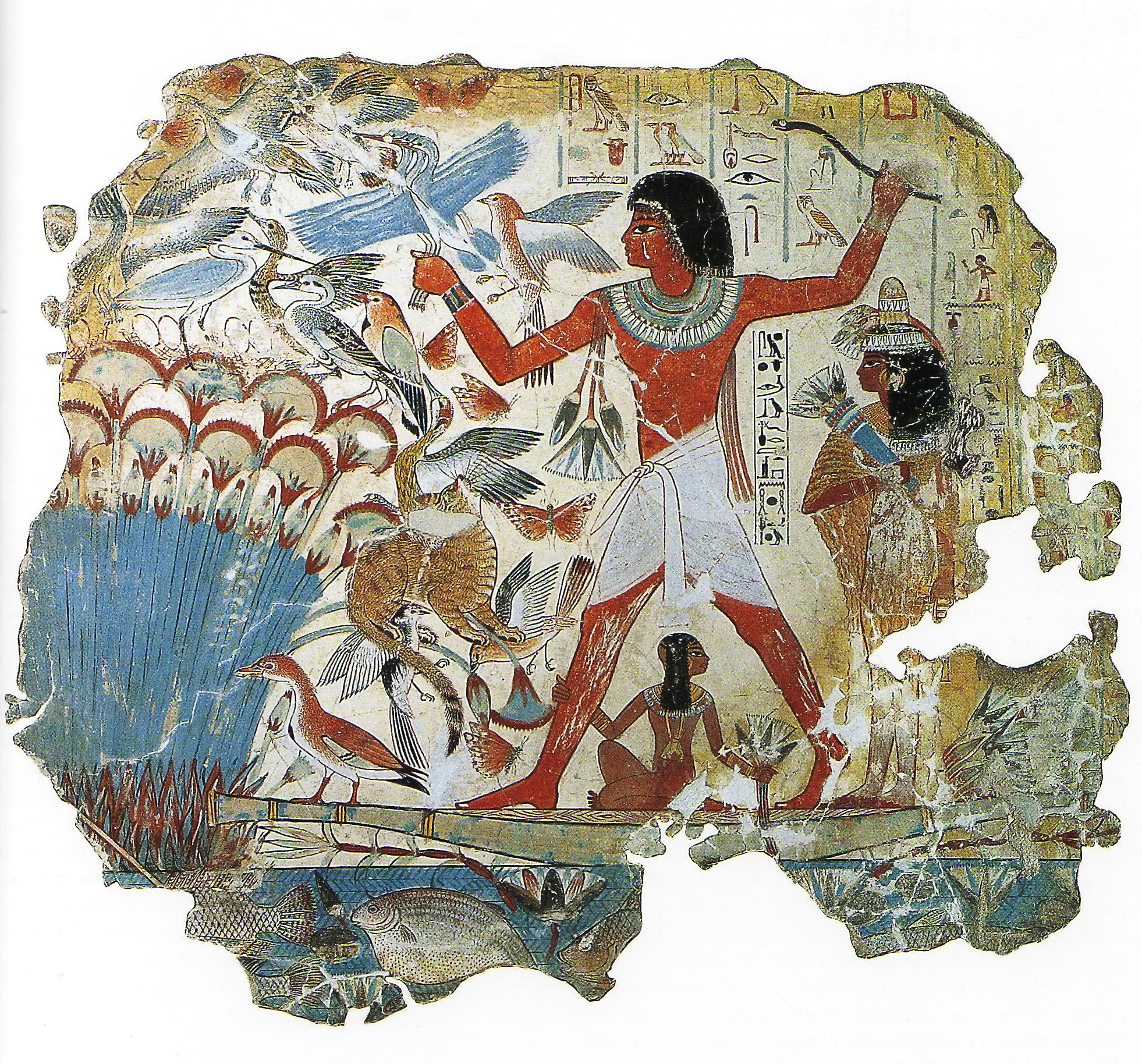
Affresco dalla tomba di Nebamon a Qurna, Londra, British Museum

Il successore di Hatshepsut, Thutmose III, riporta in scala monumentale nel suo Akh-Menu, il tradizionale tema del faraone-eroe vittorioso, raffigurato mentre abbatte i nemici e ristabilisce l'ordine di Maat. 
Le scene, in cui si glorifica il sovrano, vengono fatte scolpire sulle pareti dei maggiori templi dell'Egitto, specialmente a Karnak e nei templi dedicati al culto del sovrano e denominati "Tempio di Milioni di Anni".
Al faraone Amenofi II si fa risalire l'introduzione del motivo del re sul carro da guerra, scena che sarà di ispirazione e modello per i rilievi del periodo ramesside.
Sotto Amenofi III l'arte del rilievo raggiunge il suo apice in eleganza e maestria compositiva; le scene maggiormente eseguite sono quelle del faraone che offre sacrifici alle divinità.
Dalla XVIII dinastia l'arte pittorica, nelle epoche precedenti subordinata al rilievo, si rende autonoma prendendosi nuovi spazi e libertà espressive. Accanto ai rilievi e alle sculture dipinte compaiono opere esclusivamente pittoriche, eseguite con la tecnica ad affresco.
Le pitture si diffondono soprattutto in ambito funerario, sia reale (Valle dei Re e Valle delle Regine) sia privato (tombe rupestri di Kurna e di Deir el-Medina). Il periodo di massima diffusione è compreso tra il regno di Amenofi II e il regno di Amenofi III.
Eliminate le ristretezze esecutive della scultura e del rilievo, la pittura poté sviluppare nuove composizioni espressive dovute alla libertà del disegno e del colore. La realtà viene interpretata in modo descrittivo, minuzioso e realistico.
I circa settant'anni di autonomia pittorica, sono caratterizzati da uno slancio verso l'amore della vita e della natura non paragonabile ad altri momenti storici dell'Egitto, tranne forse alla libertà espressiva del rilievo e della scultura nel periodo amarniano.
I temi trattati sono: naturalistico, l'amore per la natura e il paesaggio si esprime nella raffigurazione di molteplici soggetti di piante, fiori, animali, stagni e giardini; il giardino paradisiaco, luogo lussureggiante dove il defunto passeggia e partecipa a feste e banchetti; vita quotidiana; caccia; banchetti cultuali in onore del defunto; feste gioiose accompagnate da musiche e danze.
Esempio pittorico di questo periodo sono i pannelli appartenenti alla tomba di Nebamon(1350 a.C. circa) a Kurna, conservati al British Museum di Londra.

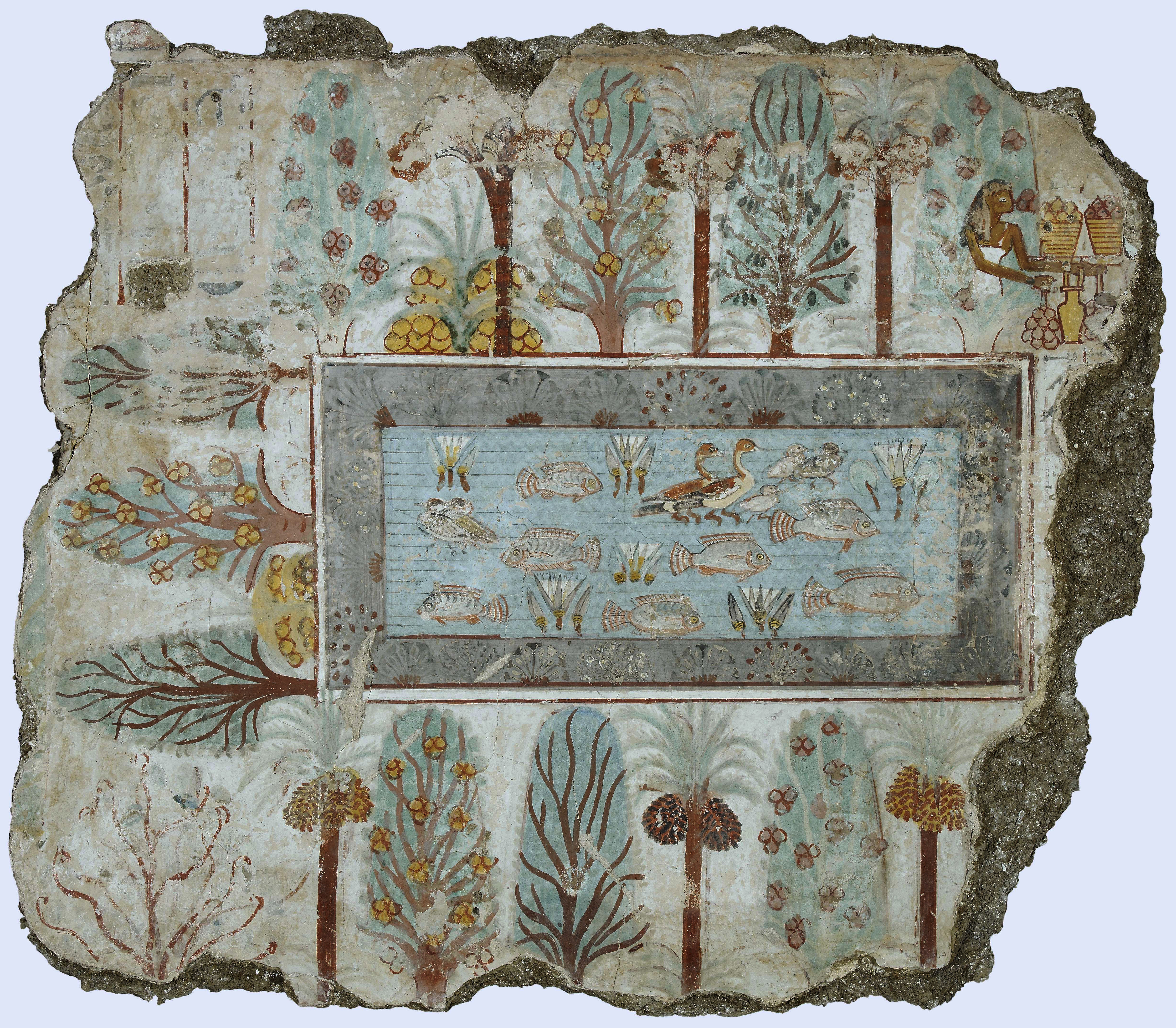
Affresco dalla tomba di Nebamon, Londra, British Museum
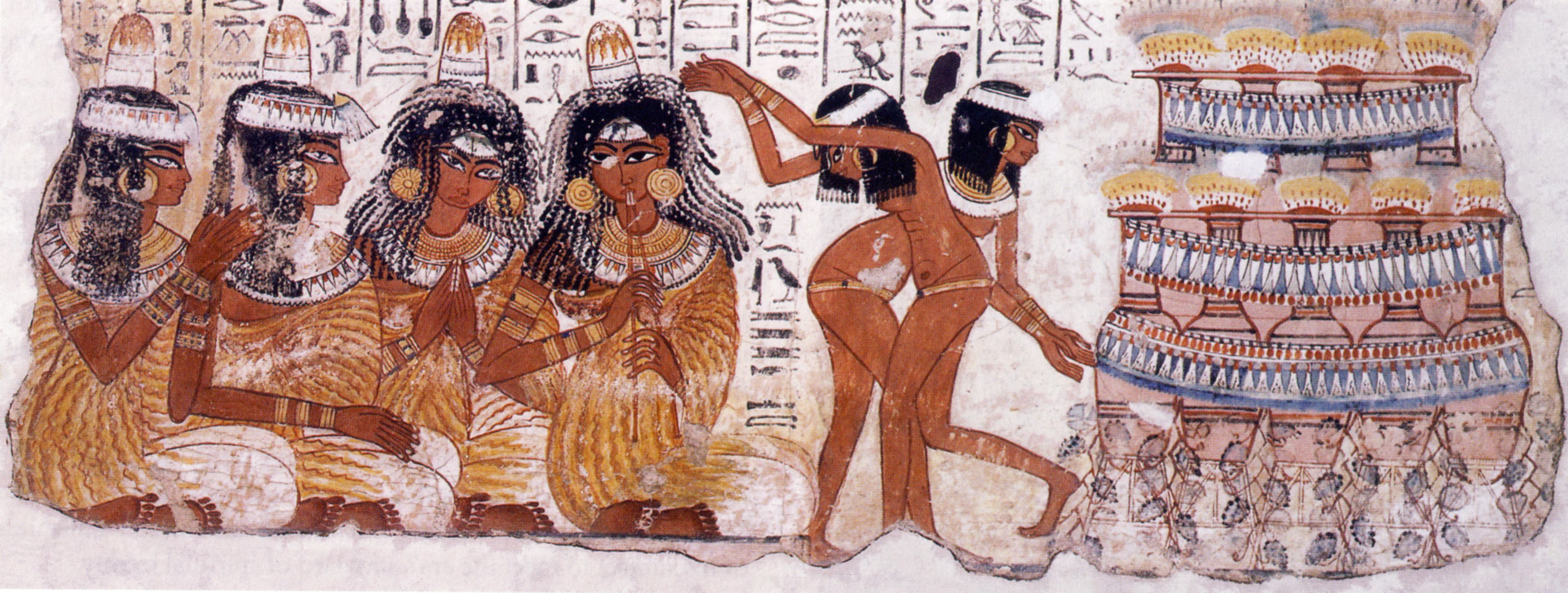
Affresco dalla tomba di Nebamon, banchetto con musiche e danze, Londra, British Museum
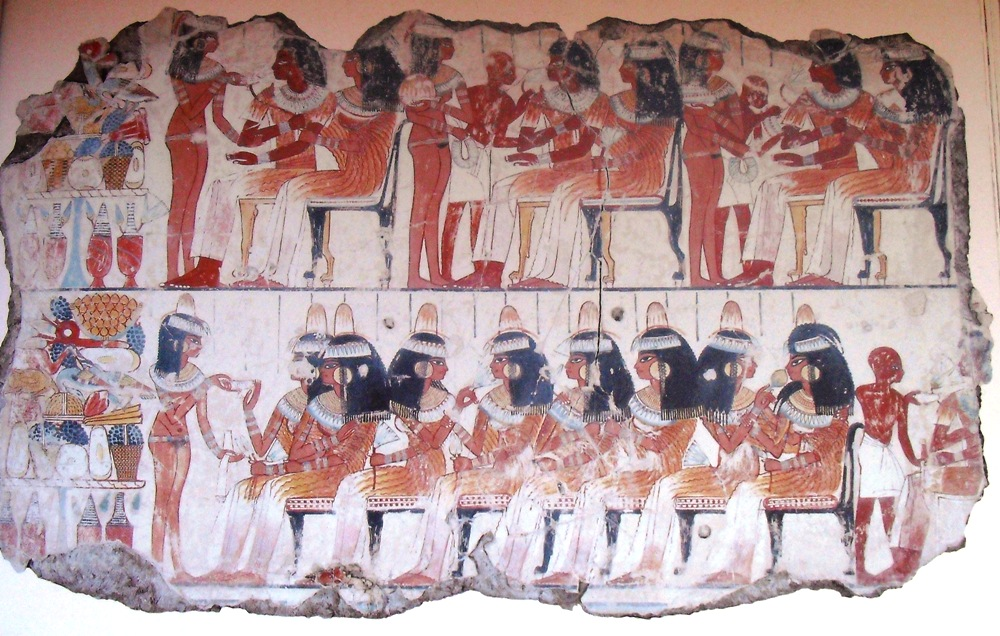
Banchetto in onore di Nebamon, Londra, British Museum
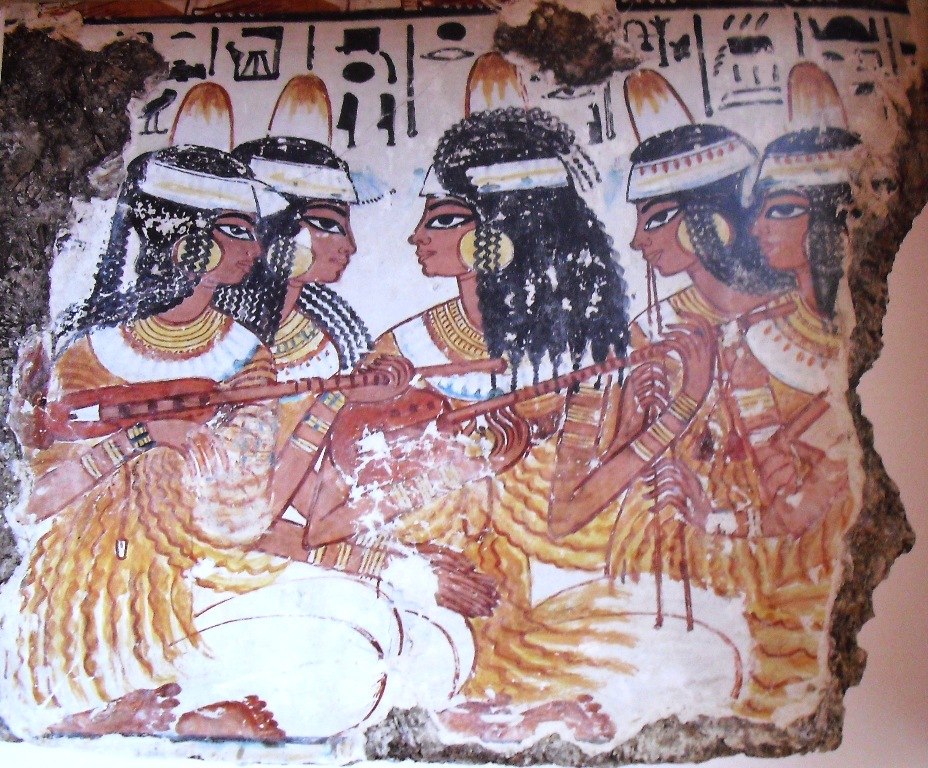
Musicanti, Londra, British Museum
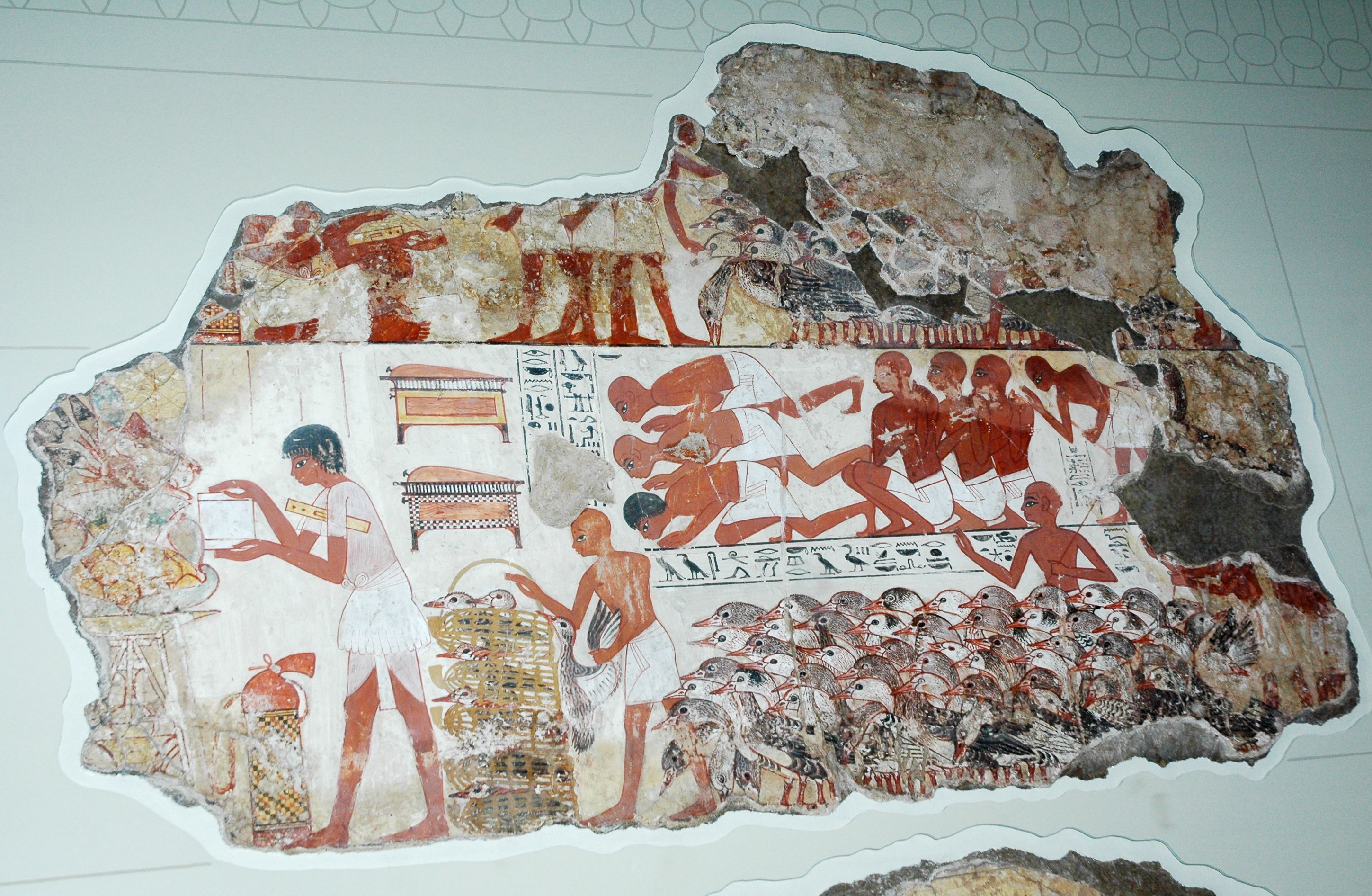
Affresco dalla tomba di Nebamon, Londra, British Museum
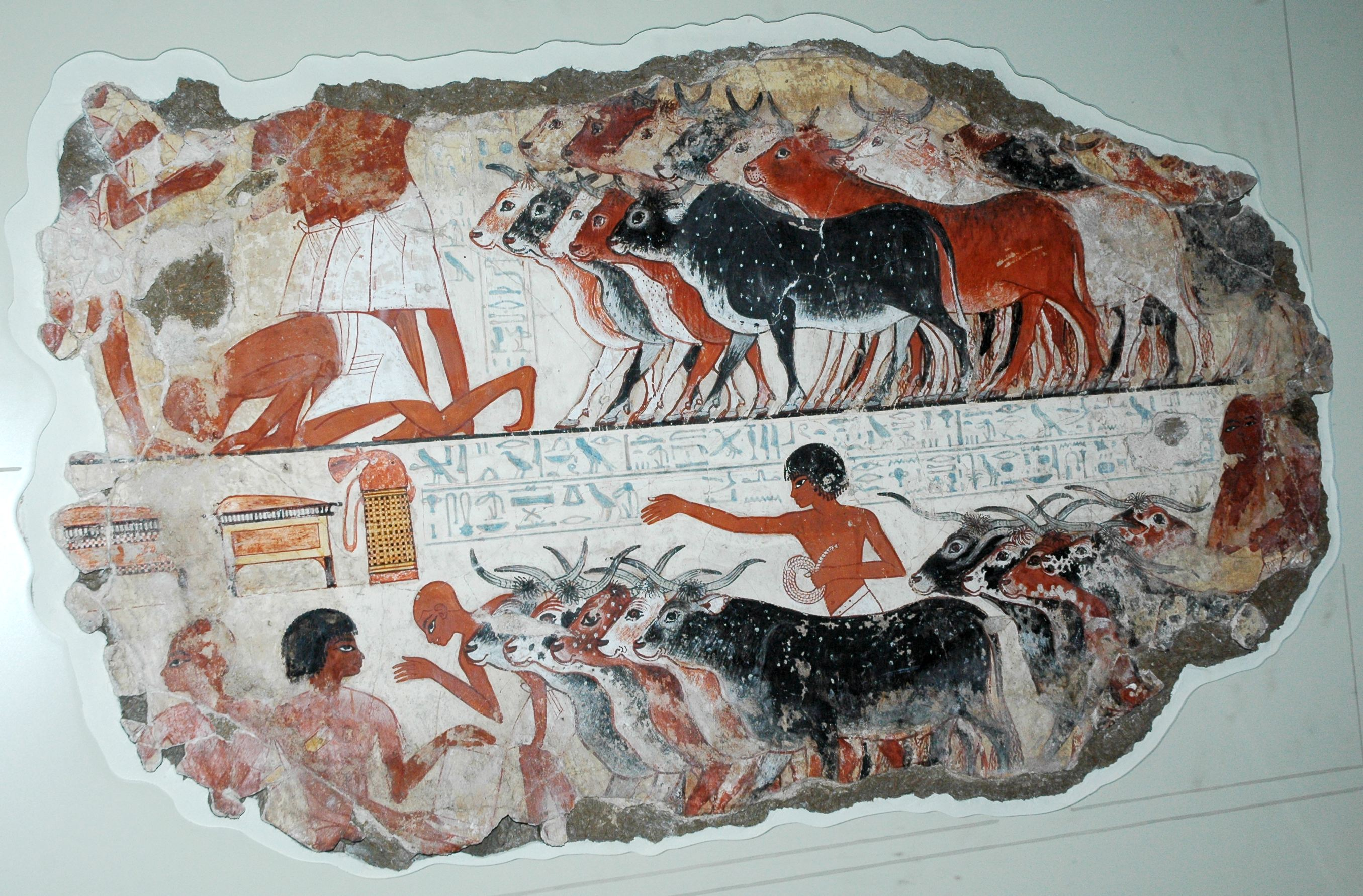
Affresco dalla tomba di Nebamon, Londra, British Museum

## Corredo funerario
La gran quantità di materie prime, soprattutto preziose, provenienti dalle conquiste dei faraoni thutmosidi e dagli intensi scambi commerciali con il Sudan, la Nubia, il Mar Egeo e i regni orientali, permettono agli artisti del Nuovo Regno di realizzare oggetti sempre più raffinati e ricercati.
I corredi funerari rispecchiano la grande opulenza e il fasto dell'epoca. Purtroppo, a causa dei numerosi saccheggi effettuati fin dall'antichità, le testimonianze materiali degli oggetti sepolti con il defunto sono scarse, ma ci permettono comunque di capire la ricchezza e la maestria raggiunta dagli artigiani (esempio di questa opulenza, leggermente più tardo, è il famoso tesoro rinvenuto nella tomba di Tutankhamon).
Il corredo funerario comprendeva anche i quattro vasi canopi, contenenti le viscere del defunto, con il coperchio scolpito a testa umana, e le statuine ushabti comparse già nel Medio Regno.

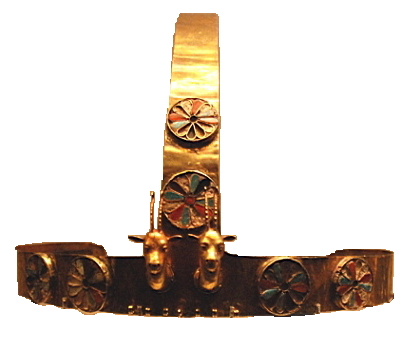
Diadema rinvenuto nella tomba delle mogli di Thutmose III a Wady Gabbanat el-Qurud, New York, Metropolitan Museum of Art
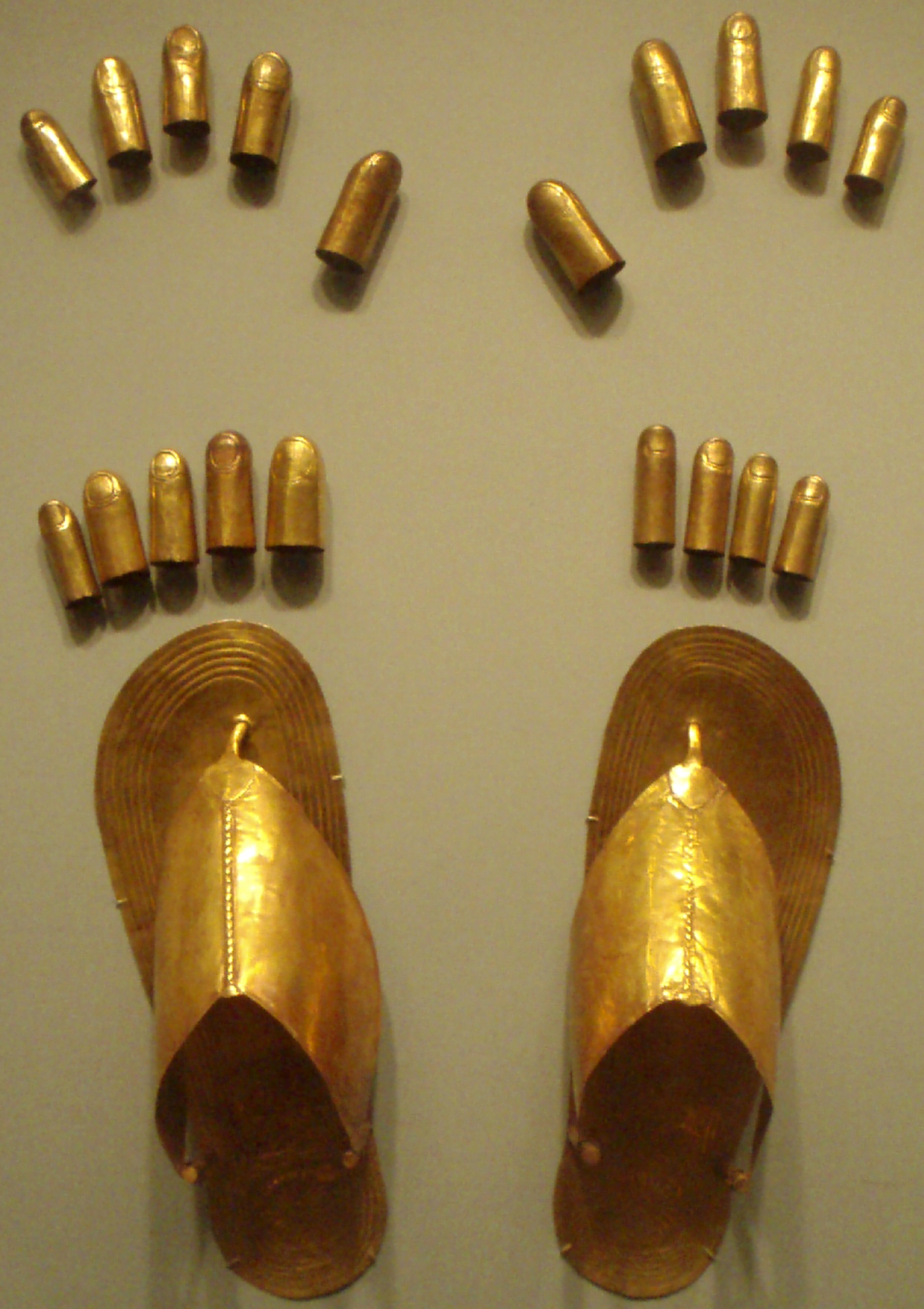
Corredo dalla tomba delle mogli di Thutmose III a Wady Gabbanat el-Qurud, New York, Metropolitan Museum of Art
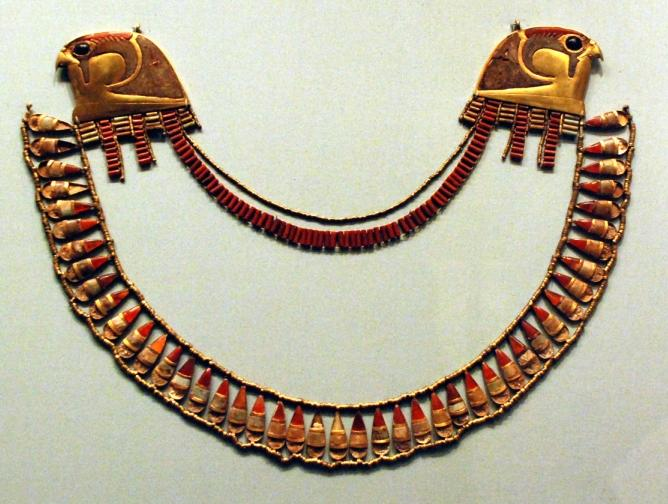
Pettorale dalla tomba delle mogli di Thutmose III a Wady Gabbanat el-Qurud, New York, Metropolitan Museum of Art
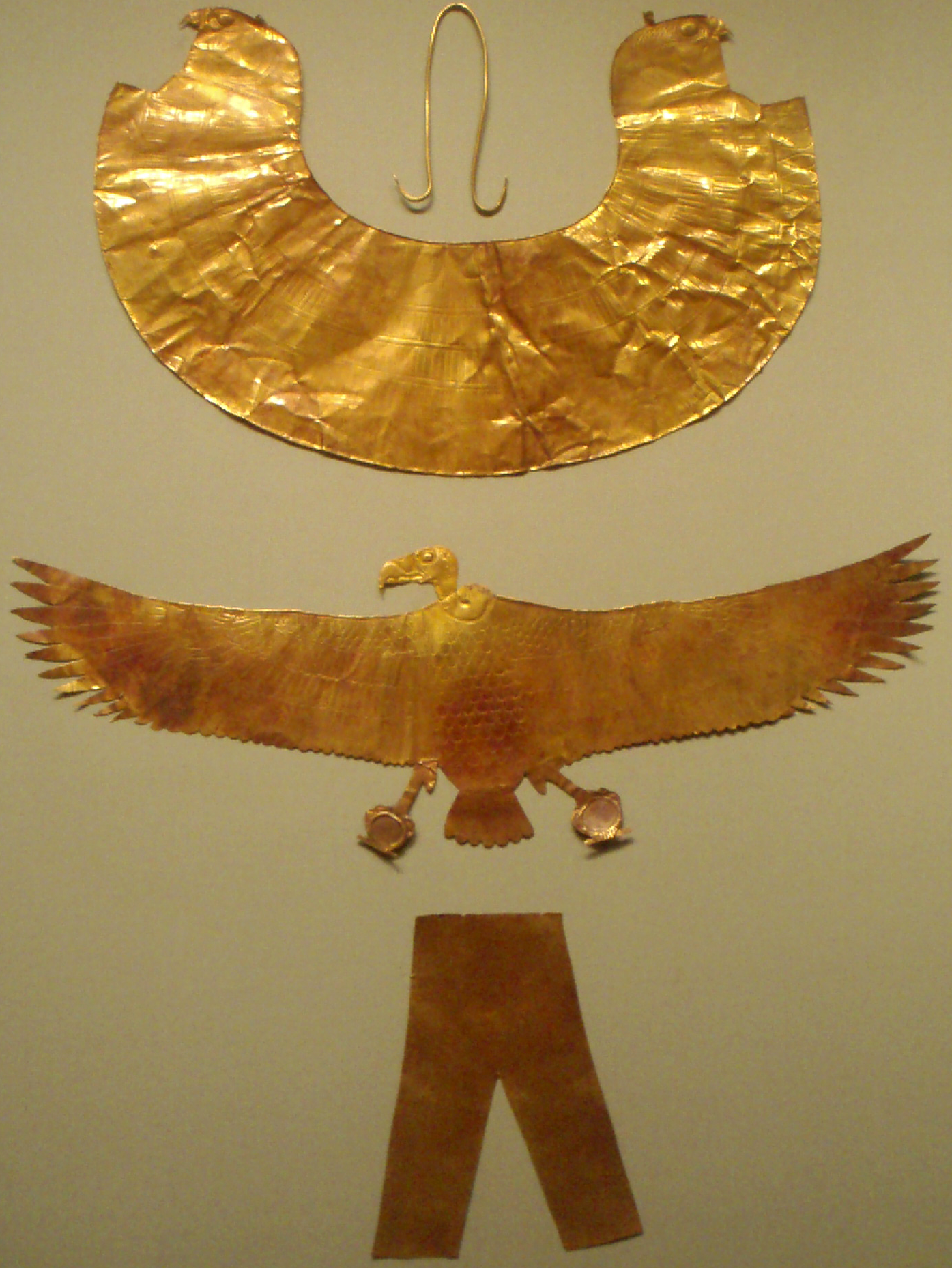
Gioielli dalla tomba delle mogli di Thutmose III a Wady Gabbanat el-Qurud, New York, Metropolitan Museum of Art
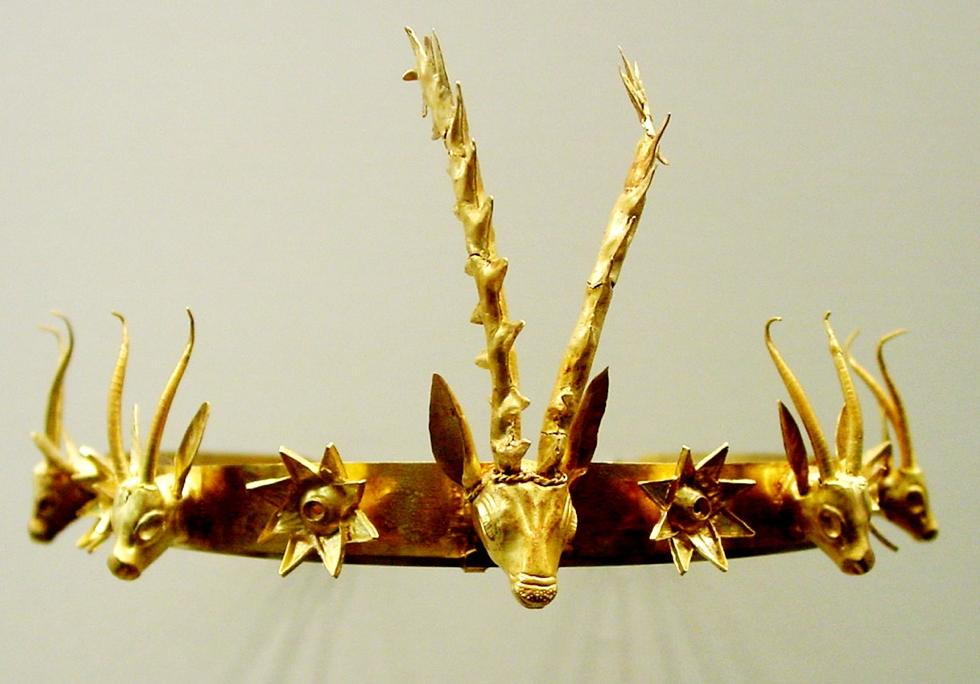
Diadema in oro, in stile asiatico, XVIII dinastia, New York, Metropolitan Museum of Art
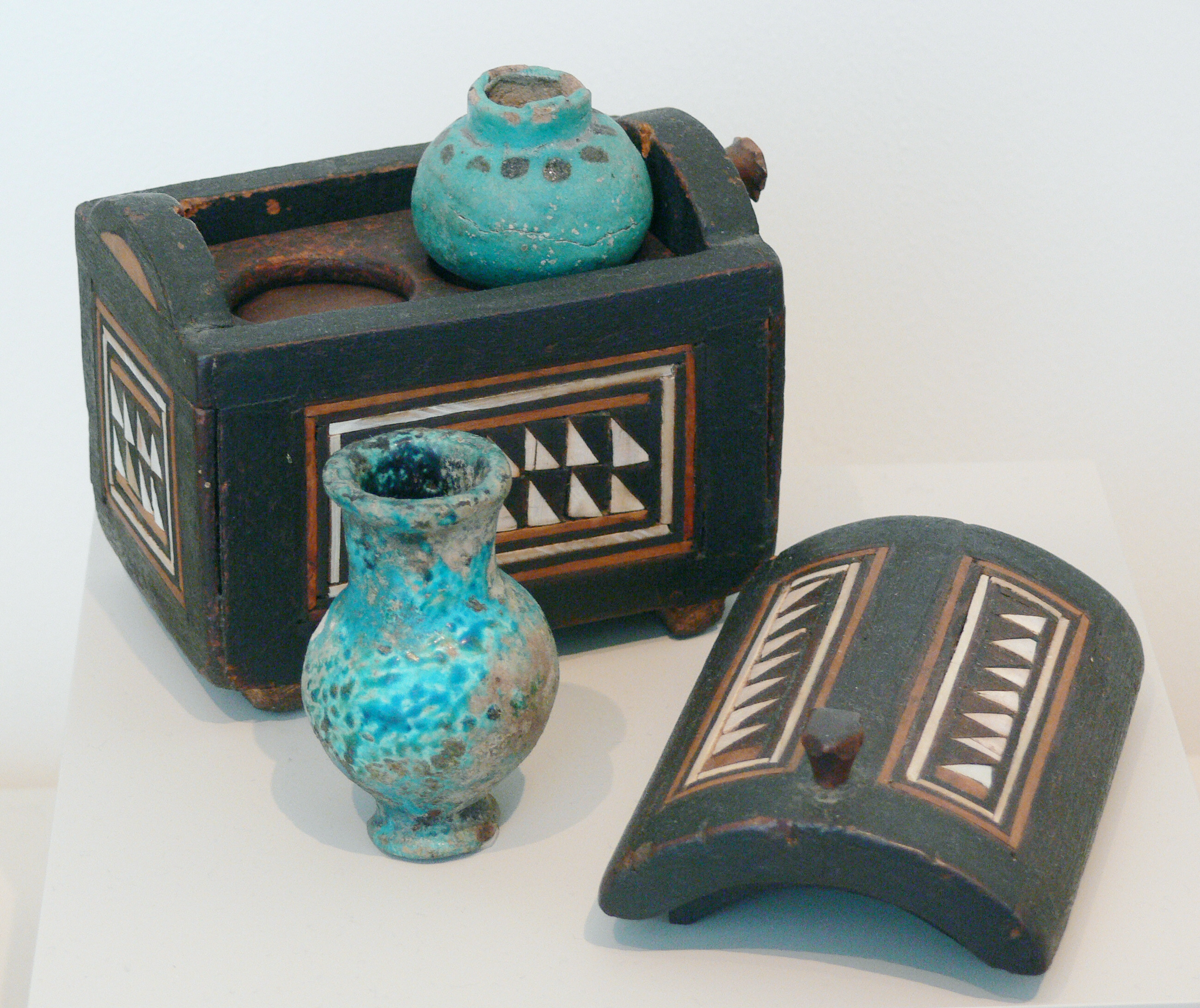
Recipienti per cosmetici, XVIII dinastia
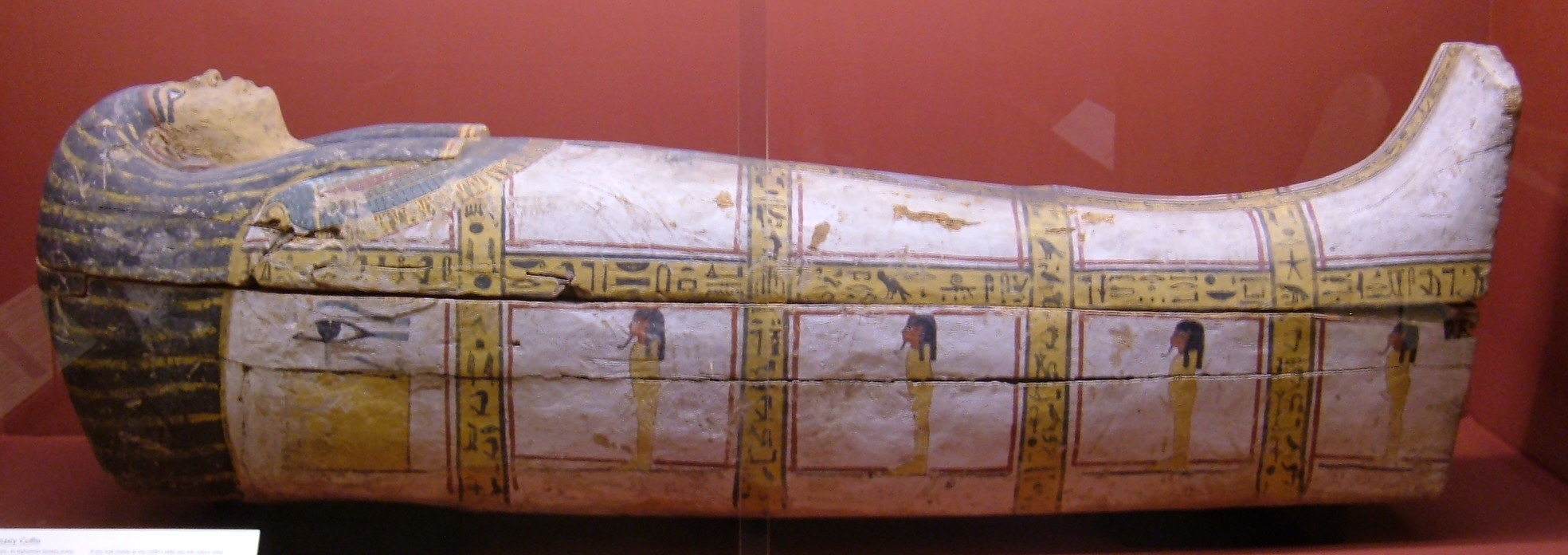
Sarcofago, XVIII dinastia egizia
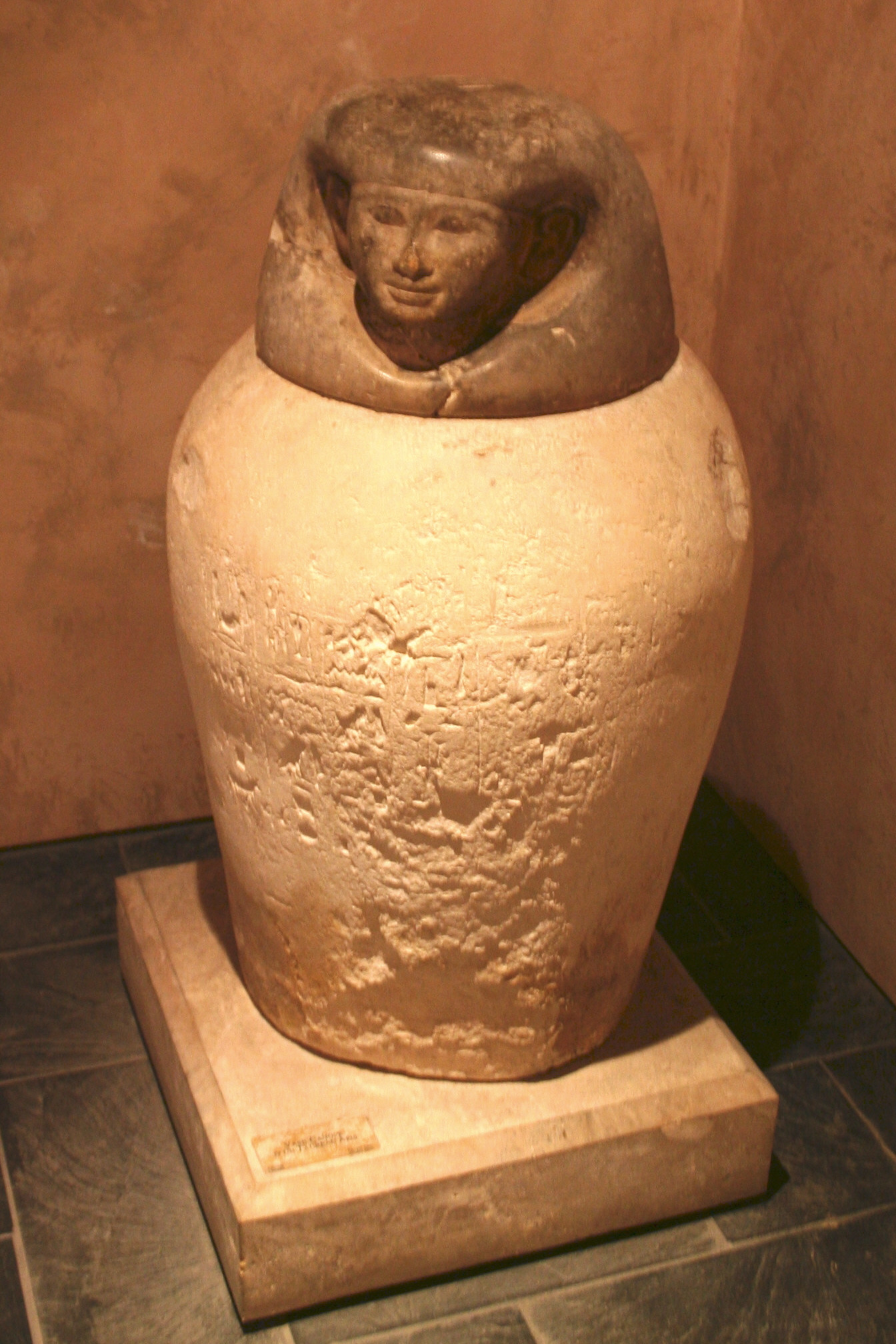
Vaso canopo